# Az Arsenal FC 2018–2019-es szezonja
Ez a szócikk az Arsenal FC 2018–2019-es szezonjáról szól, mely 27. a Premier League-ben, összességében pedig 99. az angol első osztályban. A klub ebben az idényben a bajnokságon kívül a két hazai kupasorozatban, az FA-kupában és a Ligakupában, valamint az Európa-ligában szerzett indulási jogot.
Az 1996–1997-es szezont követően 22 év után távozott Arsène Wenger, akit a spanyol Unai Emery vált. Emery az előző szezonban a Paris Saint-Germain FC vezetőedzője volt.

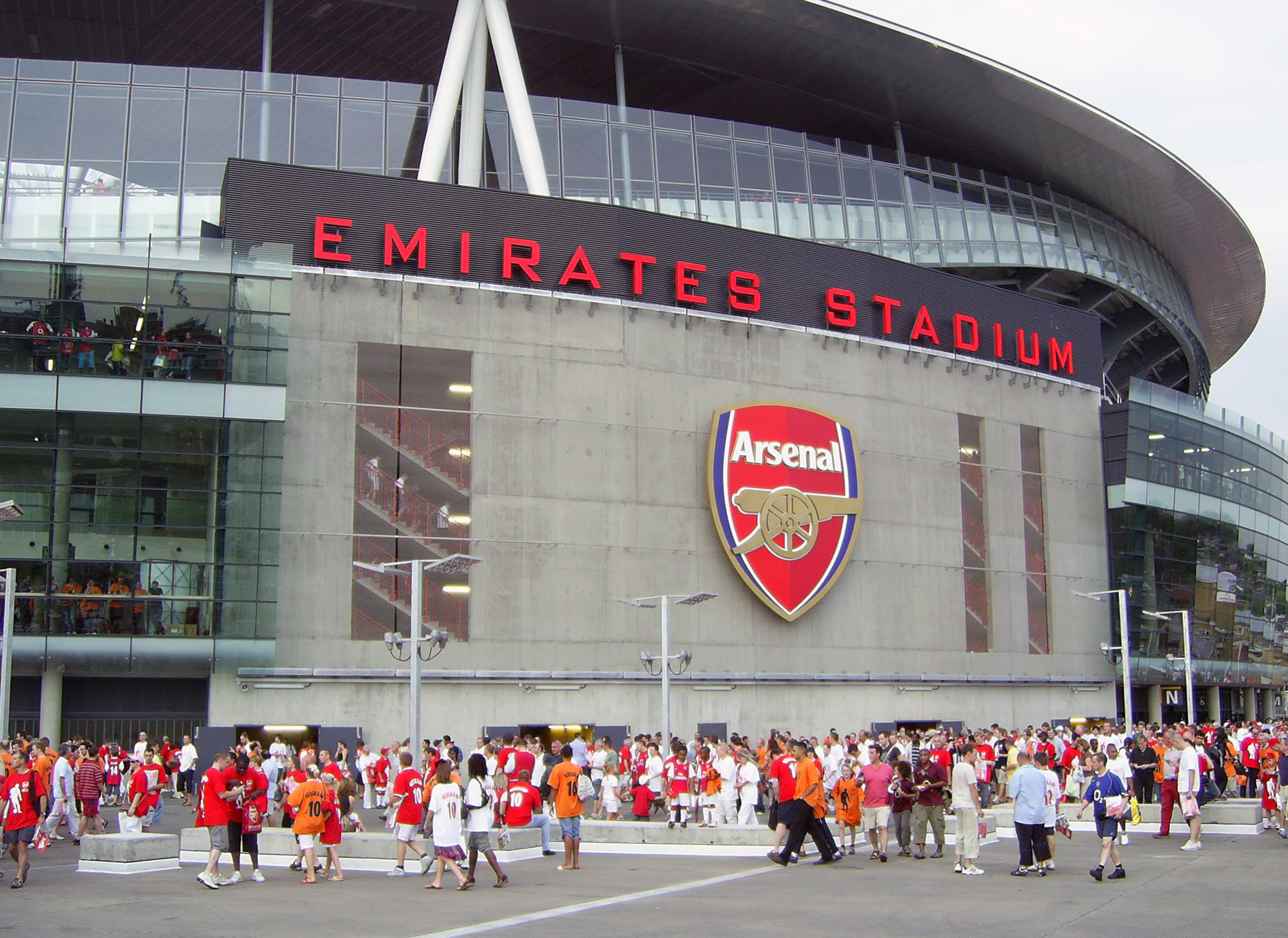
Emirates Stadion: a Arsenal hazai mérkőzéseinek helyszíne.

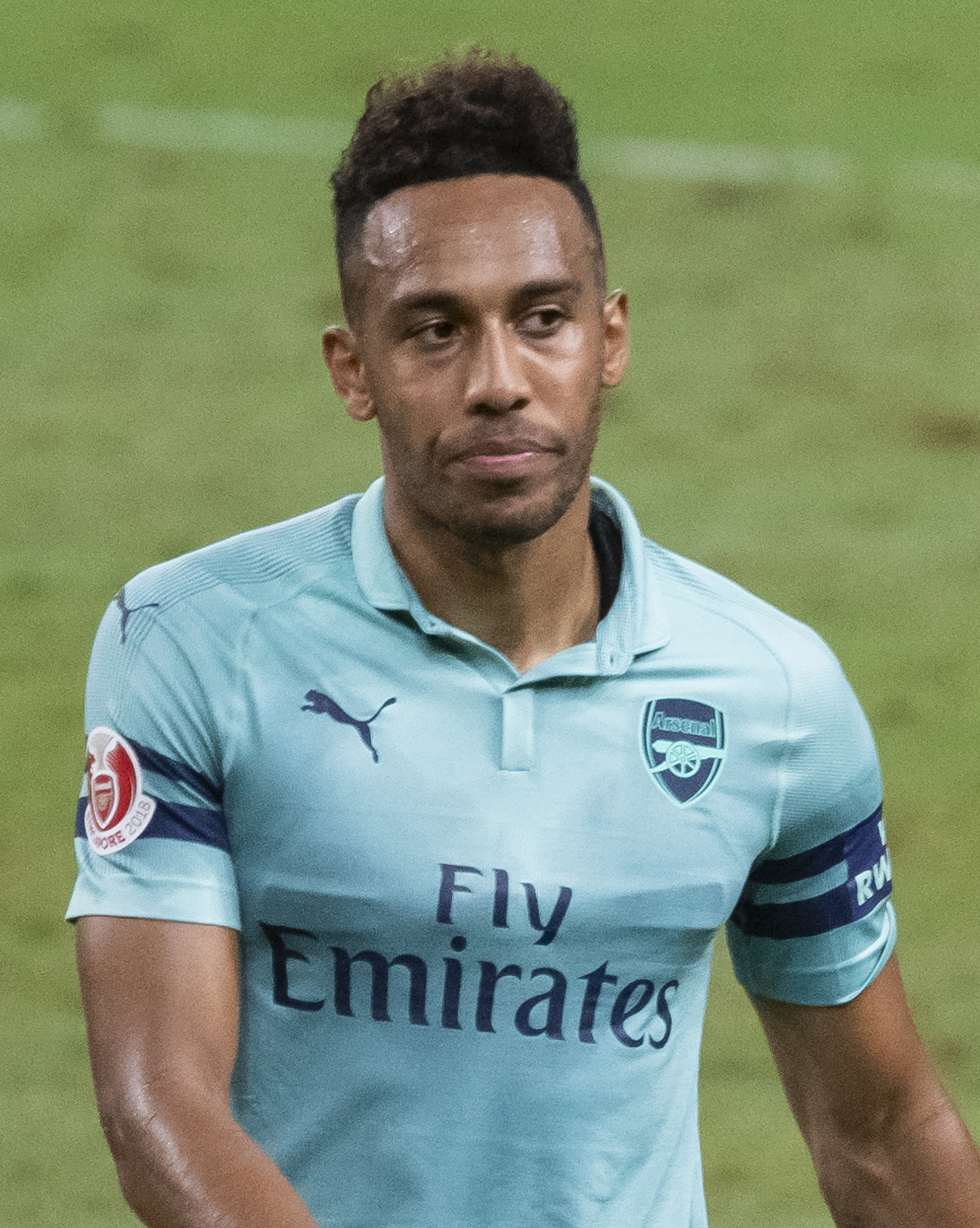
Aubameyang: a csapat házigólkirályja

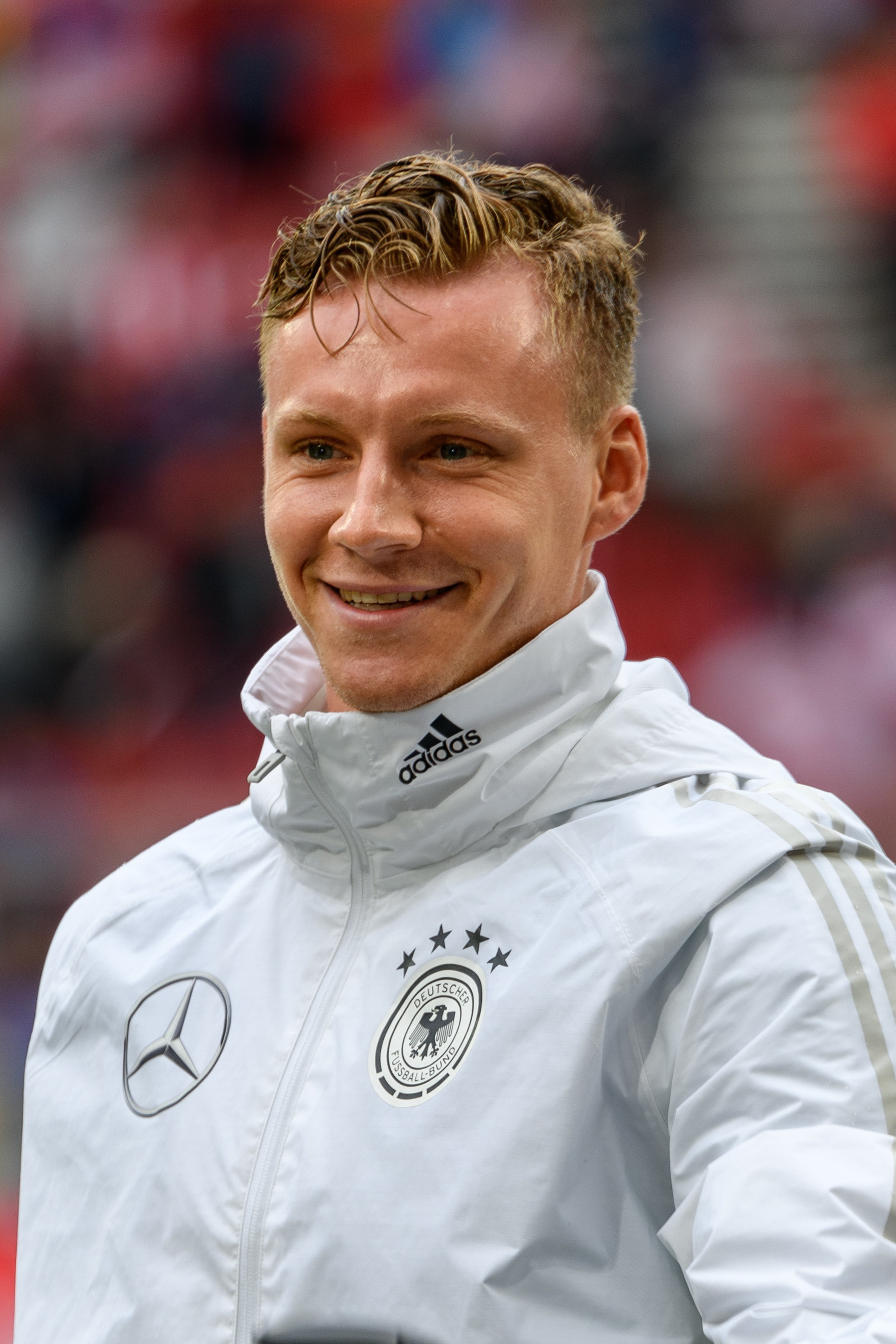
Bernd Leno: a csapat elsőszámú kapusa

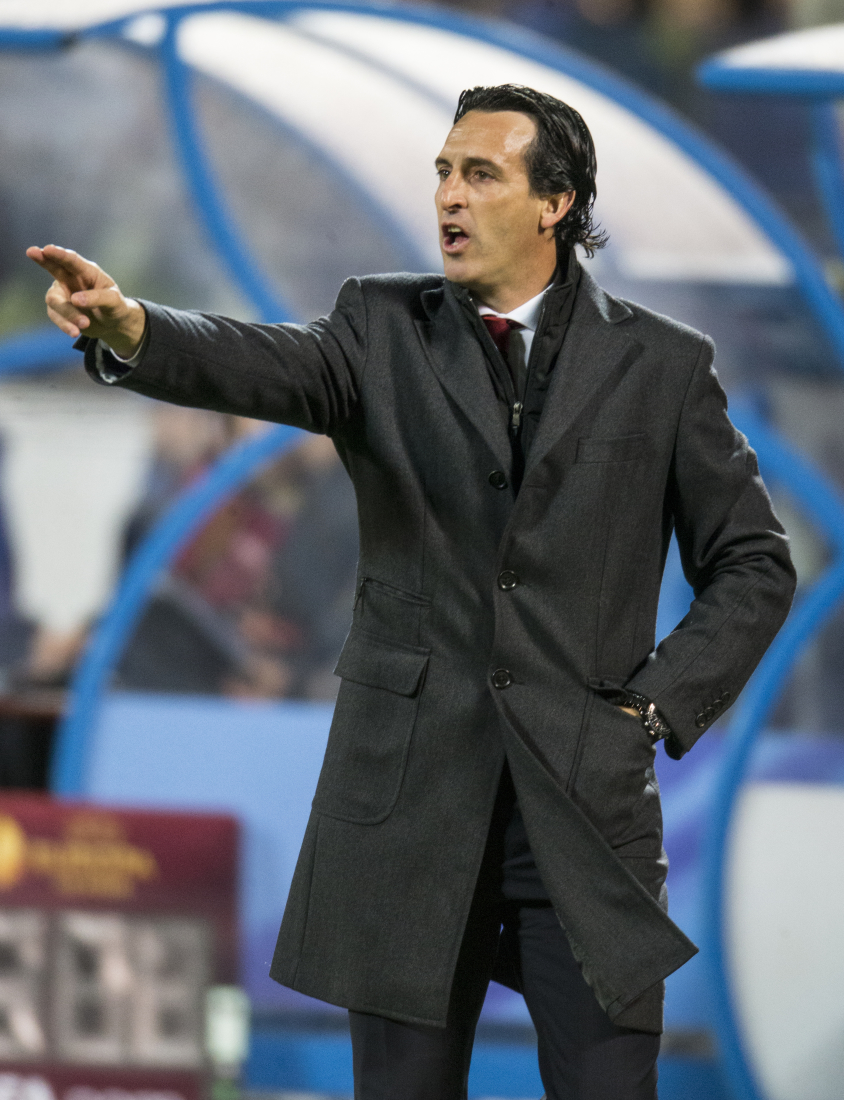
Unai Emery: a csapat új vezetőedzője

## Mezek
Gyártó: Puma/
mezszponzor: Emirates
| Hazai |  | Hazai alt.1 |  | Hazai alt.2 | Vendég | Vendég alt.1 | 3. számú |

## Átigazolások
2018. évi nyári átigazolási időszak, 
 2019. évi téli átigazolási időszak

### Érkezők

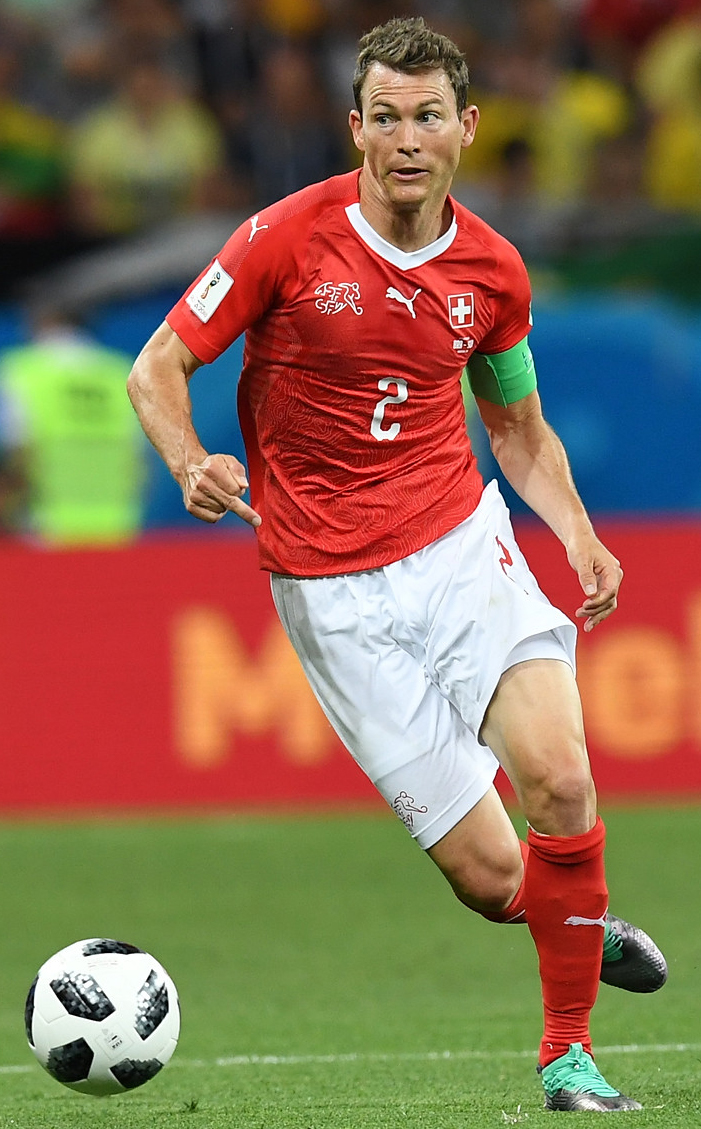
Stephan Lichtsteiner: a csapat új játékosa

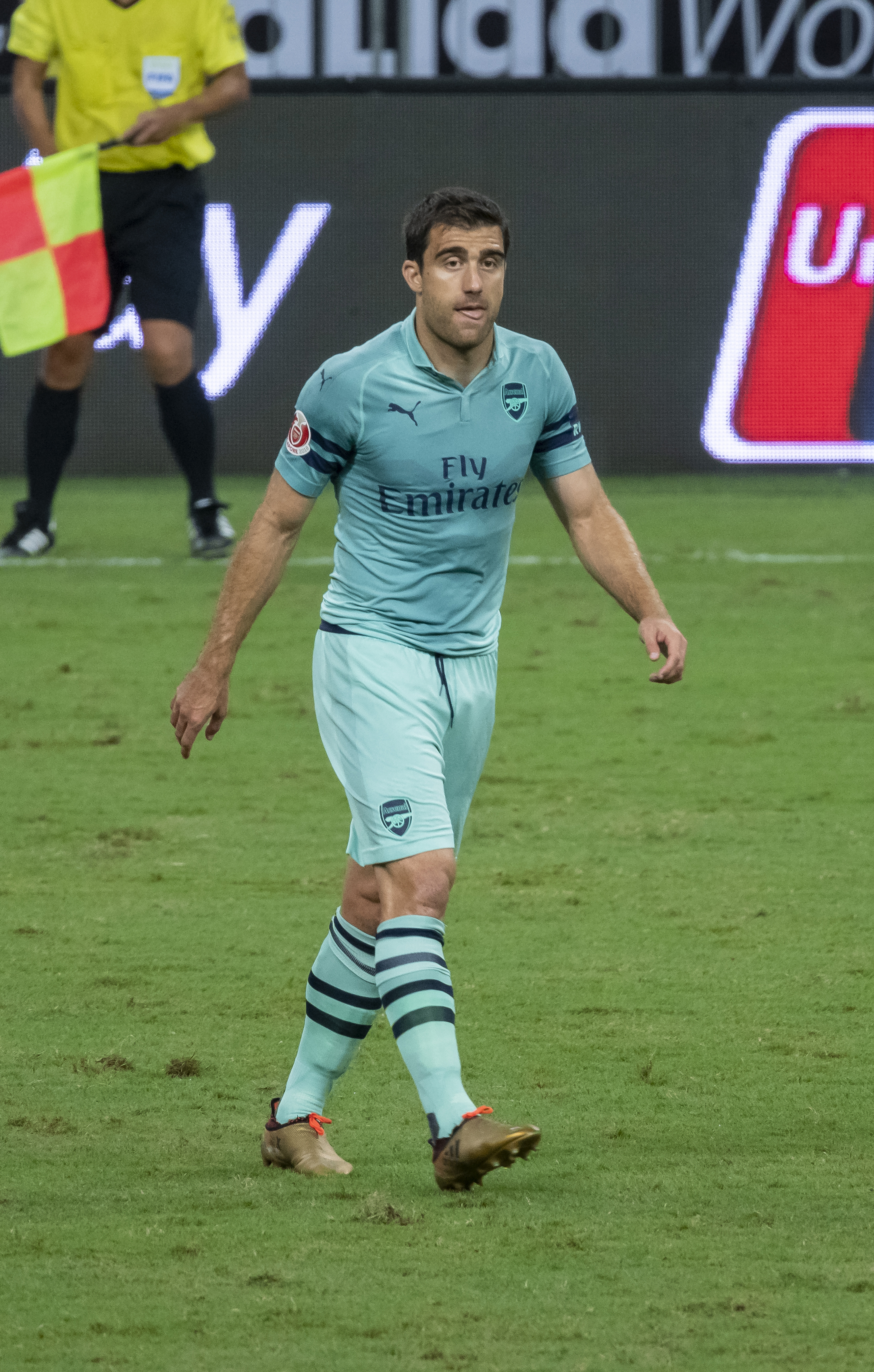
Szokrátisz Papasztathópulosz: a csapat új játékosa

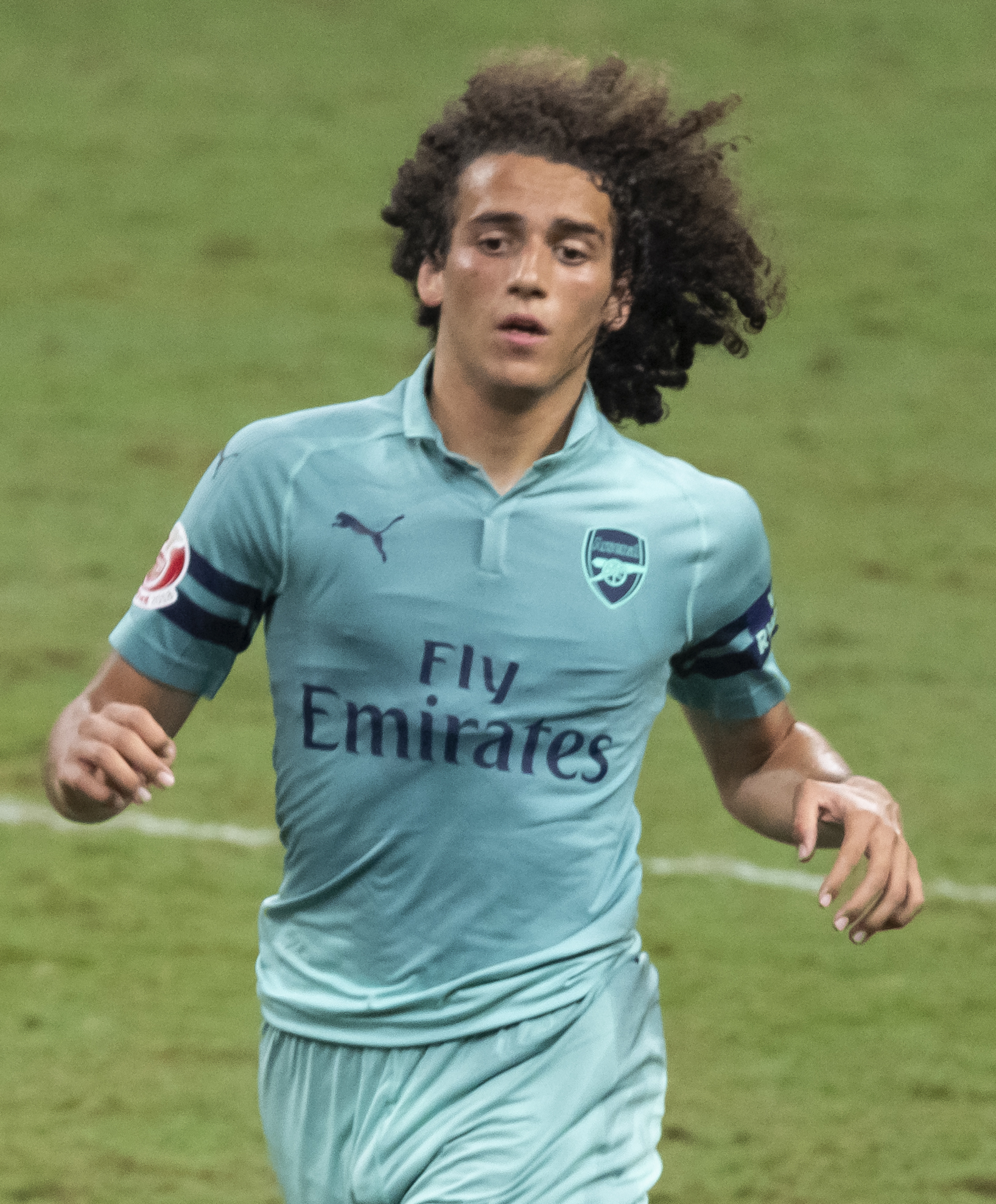
Mattéo Guendouzi: a csapat új játékosa

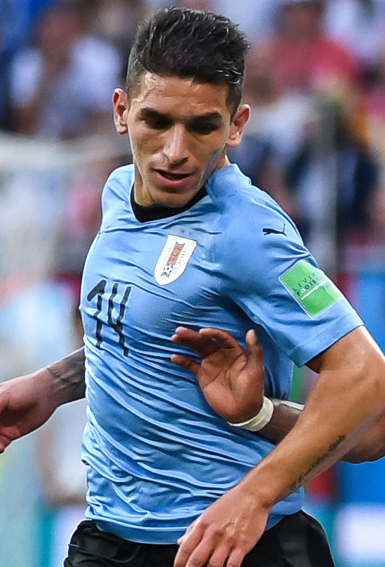
Lucas Torreira: a csapat új játékosa

| Mezszám | Poz.        | Nemzet   | Név                          | Kor | EU | Honnan              | Szerződés megnevezése | Átigazolási időszak                 | Szerződés vége  | Átigazolás összege | Forrás |
| ------- | ----------- | -------- | ---------------------------- | --- | -- | ------------------- | --------------------- | ----------------------------------- | --------------- | ------------------ | ------ |
| 12      | hátvéd      | svájci   | Stephan Lichtsteiner         | 34  | EU | Juventus            | Átigazolás            | 2018. évi nyári átigazolási időszak | NA              | ingyen             | [ 11 ] |
| 19      | kapus       | német    | Bernd Leno                   | 26  | EU | Bayer 04 Leverkusen | Átigazolás            | 2018. évi nyári átigazolási időszak | NA              | 19,3 M £           | [ 12 ] |
| 5       | hátvéd      | görög    | Szokrátisz Papasztathópulosz | 30  | EU | Borussia Dortmund   | Átigazolás            | 2018. évi nyári átigazolási időszak | NA              | 17,6 M £           | [ 13 ] |
| 11      | középpályás | uruguayi | Lucas Torreira               | 22  | EU | Sampdoria           | Átigazolás            | 2018. évi nyári átigazolási időszak | NA              | 26,4 M £           | [ 14 ] |
| 29      | középpályás | francia  | Mattéo Guendouzi             | 19  | EU | Lorient             | Átigazolás            | 2018. évi nyári átigazolási időszak | NA              | 8 M £              | [ 15 ] |
| 29      | középpályás | spanyol  | Denis Suárez                 | 25  | EU | Barcelona           | kölcsönbe             | 2019. évi téli átigazolási időszak  | A szezon végéig | kölcsönbe          | [ 16 ] |

Összes kiadás:71,3 M  £

### Távozók

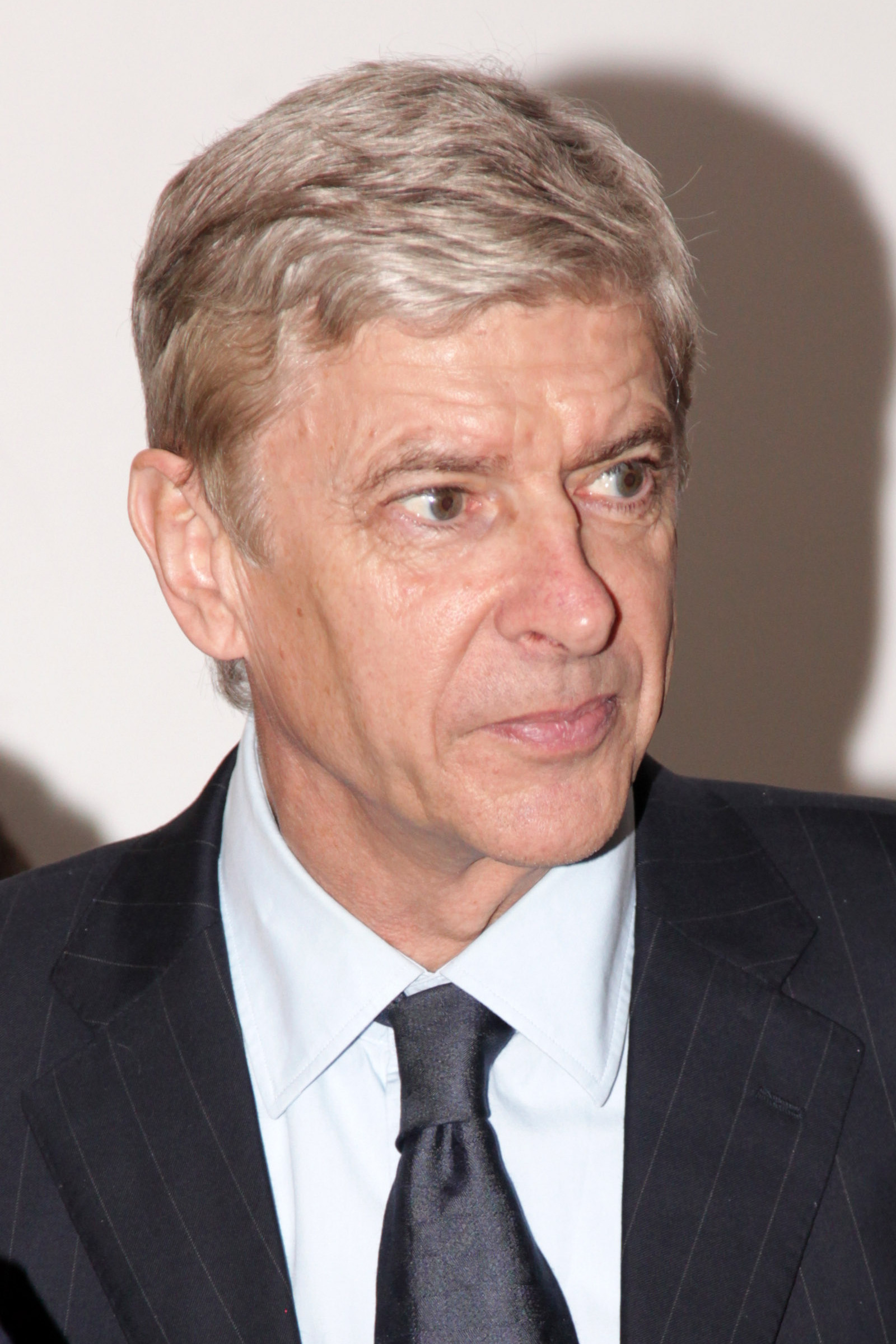
Arsène Wenger: 22 év után távozó vezetőedző

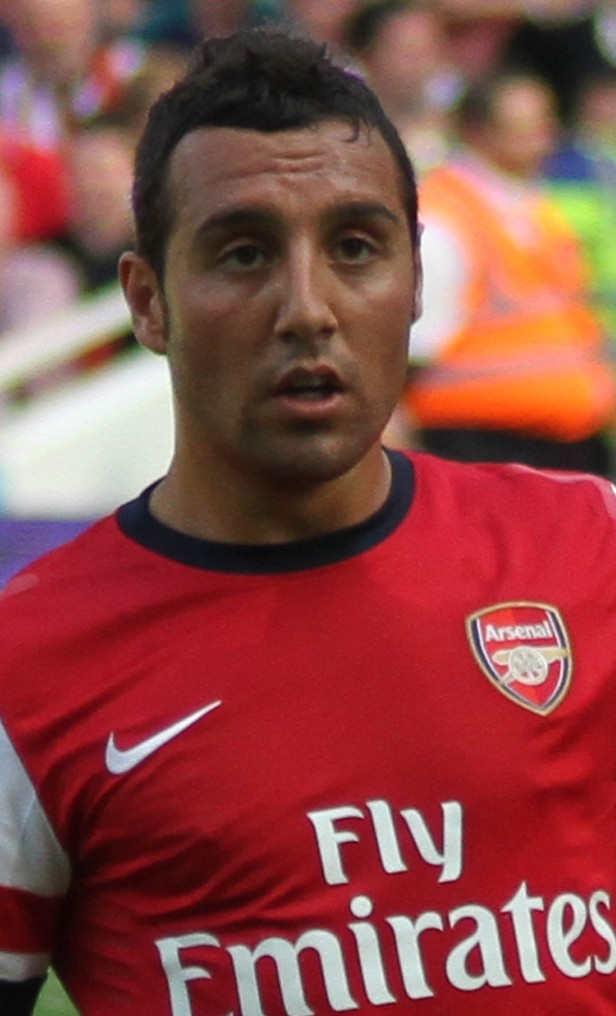
Santi Cazorla: a 6 év után távozó középpályás

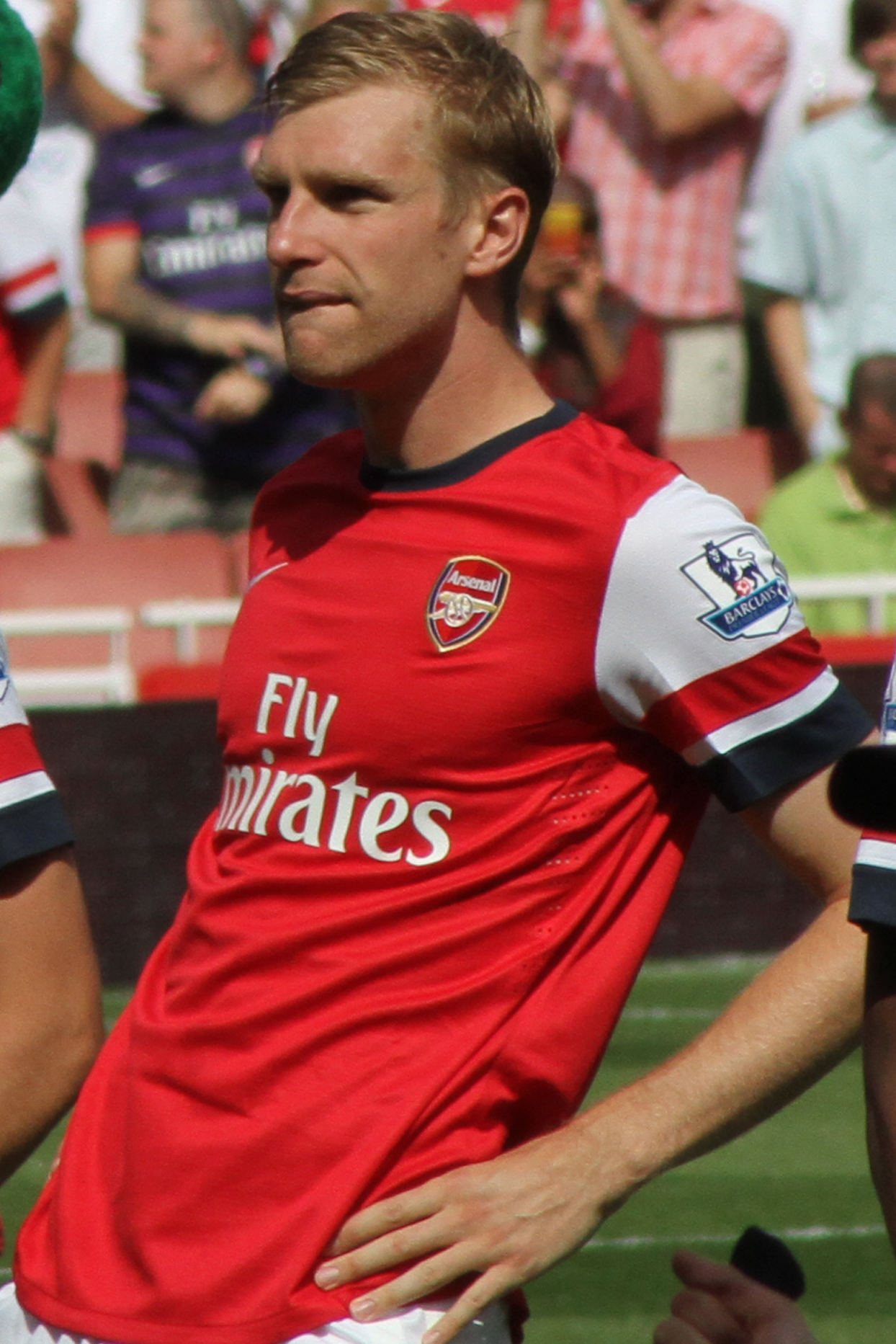
Per Mertesacker: a 7 év után távozó hátvéd, befejezte aktív pályafutását és a csapat akadémiájának lett az edzője

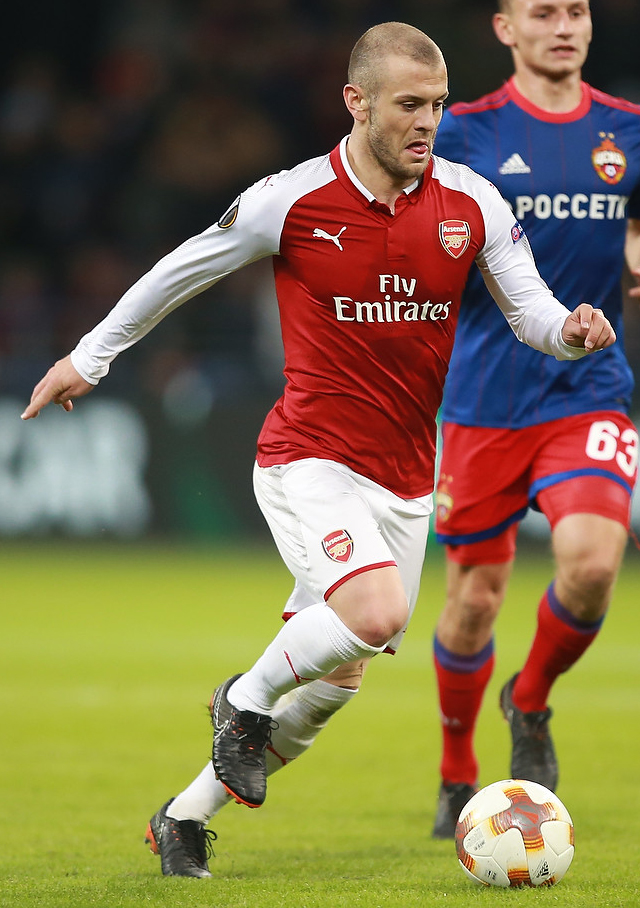
Jack Wilshere: a 17 év után ingyen West Ham Unitedhez igazoló középpályás

| Mezszám | Dátum               | Poszt       | Nemzet       | Név                 | Kor | Hová                                          | Ár                                 | jegyzet |
| ------- | ------------------- | ----------- | ------------ | ------------------- | --- | --------------------------------------------- | ---------------------------------- | ------- |
| 19      | –                   | középpályás | spanyol      | Santi Cazorla       | 33  | Villarreal                                    | ingyen                             | –       |
| 4       | –                   | hátvéd      | német        | Per Mertesacker     | 33  | Visszavonult, utána az utánpótlás edzője lett | –                                  | –       |
| –       | 2018. május 23.     | csatár      | JPN          | Aszano Takuma       | 23  | Hannover 96                                   | Kölcsönbe                          | [ 17 ]  |
| 10      | 2018. június 19.    | középpályás | angol        | Jack Wilshere       | 26  | West Ham United                               | ingyen                             | [ 18 ]  |
| –       | 2018. július 26.    | középpályás | Francia      | Jeff Reine-Adélaïde | 20  | Angers                                        | kölcsön után végleg, 1 440000 font | [ 19 ]  |
| –       | 2018. augusztus 3.  | középpályás | angol        | Chuba Akpom         | 22  | PAÓK                                          | nem hozták nyilvánosságra          | [ 20 ]  |
| –       | 2018. augusztus 9.  | csatár      | spanyol      | Lucas Pérez         | 29  | West Ham United                               | nem hozták nyilvánosságra          | [ 21 ]  |
| –       | 2018. augusztus 17. | csatár      | Costa-rica-i | Joel Campbell       | 26  | Frosinone                                     | nem hozták nyilvánosságra          | [ 22 ]  |
| –       | 2018. augusztus 7.  | hátvéd      | angol        | Calum Chambers      | 23  | Fulham                                        | kölcsönbe a szezon végéig          | [ 23 ]  |
| –       | 2018. augusztus 17. | kapus       | kolumbiai    | David Ospina        | 29  | Napoli                                        | kölcsönbe a szezon végéig          | [ 24 ]  |
| –       | 2018. augusztus 31. | középpályás | angol        | Reiss Nelson        | 18  | Hoffenheim                                    | kölcsönbe a szezon végéig          | [ 25 ]  |
| –       | 2019. január 23.    | kapus       | argentin     | Damián Martínez     | 26  | Reading                                       | kölcsönbe a szezon végéig          | [ 26 ]  |
| –       | 2019. január 31.    | középpályás | angol        | Emile Smith Rowe    | 18  | Leipzig                                       | kölcsönbe a szezon végéig          | [ 26 ]  |

Összes bevétel:  €

nettó bevétel:  €

## Jelenlegi keret
2018. december 29-én lett frissítve.
| Mezszám | Poz.        | Nemzet    | Név                          | Kor | EU          | Igazolás éve | Pályára lépések | Gólok | Szerződés vége | Átigazolás összege       | Megjegyzés                   |
| ------- | ----------- | --------- | ---------------------------- | --- | ----------- | ------------ | --------------- | ----- | -------------- | ------------------------ | ---------------------------- |
| 1       | kapus       | cseh      | Petr Čech                    | 36  | EU          | 2015         | 128             | 0     | 2019           | £10.0M                   | Csapatkapitány-helyettes     |
| 2       | védő        | spanyol   | Héctor Bellerín              | 23  | EU          | 2013         | 179             | 7     | 2023           | utánpótlásból került fel |                              |
| 4       | középpályás | egyiptomi | Mohamed en-Neni              | 26  | EU-n kívüli | 2016 (tél)   | 79              | 2     | 2022           | £7.4M                    |                              |
| 5       | védő        | görög     | Szokrátisz Papasztathópulosz | 30  | EU          | 2018         | 19              | 1     | 2021           | £14.8M                   |                              |
| 6       | védő        | francia   | Laurent Koscielny            | 33  | EU          | 2010         | 329             | 24    | 2020           | £8.5M                    | Csapatkapitány               |
| 7       | középpályás | örmény    | Henrih Mhitarján             | 29  | EU-n kívüli | 2018 (tél)   | 37              | 7     | 2021           | csere üzlet részeként    |                              |
| 8       | középpályás | walesi    | Aaron Ramsey                 | 28  | EU          | 2008         | 352             | 60    | 2019           | £4.8M                    | Csapatkapitány-helyettes     |
| 9       | csatár      | francia   | Alexandre Lacazette          | 27  | EU          | 2017         | 63              | 25    | 2022           | £46.5M                   |                              |
| 10      | középpályás | német     | Mesut Özil                   | 30  | EU          | 2013         | 212             | 41    | 2021           | £42.5M                   | Csapatkapitány-helyettes     |
| 11      | középpályás | uruguayi  | Lucas Torreira               | 22  | EU          | 2018         | 26              | 2     | 2023           | £26.4M                   |                              |
| 12      | védő        | svájci    | Stephan Lichtsteiner         | 34  | EU          | 2018         | 16              | 1     | 2019           | ingyen                   |                              |
| 13      | kapus       | kolumbiai | David Ospina                 | 30  | EU-n kívüli | 2014         | 70              | 0     | 2020           | £3.2M                    | kölcsönben a Napolinál       |
| 14      | csatár      | gaboni    | Pierre-Emerick Aubameyang    | 29  | EU          | 2018 (tél)   | 39              | 25    | 2021           | £56.0M                   | jelenlegi rekord igazolás    |
| 15      | középpályás | angol     | Ainsley Maitland-Niles       | 21  | EU          | 2014         | 48              | 1     | 2023           | utánpótlásból került fel |                              |
| 16      | védő        | angol     | Rob Holding                  | 23  | EU          | 2016         | 60              | 1     | 2023           | £2.0M                    |                              |
| 17      | csatár      | nigériai  | Alex Iwobi                   | 22  | EU          | 2015         | 122             | 11    | 2022           | utánpótlásból került fel |                              |
| 18      | védő        | spanyol   | Nacho Monreal                | 32  | EU          | 2013 (tél)   | 227             | 10    | 2019           | £8.5M                    |                              |
| 19      | kapus       | német     | Bernd Leno                   | 26  | EU          | 2018         | 18              | 0     | 2023           | £19.2M                   |                              |
| 20      | védő        | német     | Shkodran Mustafi             | 26  | EU          | 2016         | 94              | 7     | 2021           | £35.0M                   |                              |
| 21      | védő        | angol     | Calum Chambers               | 23  | EU          | 2014         | 83              | 3     | 2021           | £16.0M                   | kölcsönben a Fulhamnél       |
| 23      | csatár      | angol     | Danny Welbeck                | 28  | EU          | 2014         | 126             | 32    | 2019           | £16.0M                   |                              |
| 25      | védő        | angol     | Carl Jenkinson               | 26  | EU          | 2011         | 66              | 1     | 2020           | £1.0M                    |                              |
| 26      | kapus       | argentin  | Damián Martínez              | 26  | EU-n kívüli | 2010         | 14              | 0     | 2022           | utánpótlásból került fel |                              |
| 27      | védő        | görög     | Konsztandínosz Mavropánosz   | 21  | EU          | 2018 (tél)   | 3               | 0     | 2023           | £1.8M                    |                              |
| 29      | középpályás | francia   | Mattéo Guendouzi             | 19  | EU          | 2018         | 25              | 1     | 2023           | £7.0M                    |                              |
| 31      | védő        | bosnyák   | Sead Kolašinac               | 25  | EU          | 2017         | 46              | 5     | 2022           | ingyen                   |                              |
| 34      | középpályás | svájci    | Granit Xhaka                 | 26  | EU          | 2016         | 115             | 9     | 2023           | £30.0M                   | Csapatkapitány-helyettes     |
| —       | csatár      | japán     | Aszano Takuma                | 26  | EU-n kívüli | 2016         | 0               | 0     | 2020           | £0.8M                    | kölcsönben a Hannover 96-nál |

## Szakmai stáb
2018. május 15-én lett frissítve.
| Pozíció                   | Név                 |
| ------------------------- | ------------------- |
| Vezetőedző                | Unai Emery          |
| segédedző                 | Juan Carlos Carcedo |
| segédedző                 | Steve Bould         |
| segédedző                 | Pablo Villanueva    |
| Kapusedző                 | Sal Bibbo           |
| Kapusedző                 | Javi Garcia         |
| Ügyvezető igazgató        | Raul Sanllehi       |
| Videóelemző               | Sven Mislintat      |
| Akadémiai edző            | Per Mertesacker     |
| Technikai igazgató        | Darren Burgess      |
| Technikai igazgató        | Shad Forsythe       |
| Erőnléti edző             | betöltetlen         |
| Orvosi igazgató           | betöltetlen         |
| Orvos                     | Gary O'Driscoll     |
| Fizioterapeuta            | Ben Ashworth        |
| Fizioterapeuta            | Andrew Rolls        |
| Fizioterapeuta            | James Haycock       |
| Erőnléti edző             | Barry Solan         |
| Erőnléti edző segéd       | Craig Gant          |
| Masszőr                   | Darren Page         |
| Orvos                     | Takahiro Yamamoto   |
| Kit Manager               | Betöltetlen         |
| Kit Manager asszisztens   | betöltetlen         |
| Szertáros                 | betöltetlen         |
| Táplálkozási tanácsadó    | Richard Allison     |
| Sport tudós               | Tom Allen           |
| Idősebb csapat elemző     | Ben Knapper         |
| Csapat elemző             | Mark Curtis         |
| Csapat elemző asszisztens | Sam Hayball         |

## Szponzorok
| - Emirates (mezszponzor) - Puma (mez gyártó) - Visit Rwanda (ball váll alatt) |

| - BYD Auto - Coopertires - Cover-More - Gatorade - Vitality - WorldRemit |

## Felkészülési mérkőzések

### Nyár
| 2018. július 14. 15:00 (BST) |

| Boreham Wood | 0 – 8               | Arsenal                                                                                               |
| ------------ | ------------------- | --- |
|              | (0 – 5) Jegyzőkönyv | 7' 9' 17' (11-esből) Aubameyang 35' Nelson 40' Lacazette 53' Nketiah 71' Reine-Adélaïde 80' Mhitarján |

| Meadow Park, Borehamwood |

| 2018. augusztus 4. 19:00 (BST) 20:00 (CEST) |

| Arsenal                                               | 2–0               | Lazio |
| ----------------------------------------------------- | ----------------- | ----- |
| Nelson (1–0) 18' Pierre-Emerick (2–0) 64' 77' Holding | (1–0) Jegyzőkönyv |       |

| Friends Arena, Stockholm, Svédország Játékvezető: Martin Strömbergsson (svéd) |

Tavaszi
| 2019. március 26. 13:30 (BST) 20:00 (GMT) |

| Al-Nasr                         | 2–3               | Arsenal                                    |
| ------------------------------- | ----------------- | ------------------------------------------ |
| Nelson 14' Jalal 90' (11-esből) | (1–0) Jegyzőkönyv | 42' Jenkinson 51' Lacazette 72' John-Jules |

| Al Maktoum Stadion, Dubaj, Egyesült Arab Emírségek |

## Előszezon
Az Arsenal a 2018-19-es idény kezdete előtt az Egyesült Államokban vesz részt a 2018-as Nemzetközi Bajnokok Kupája elnevezésű tornán. A torna keretein júliusban Atlético Madrid és a PSG, augusztusban pedig a Chelsea csapataival mérkőzik meg az Arsenal.
| 2018. július 26. 12:30 (BST), 19:30 (SST) |

| Atlético Madrid                  | 1 – 1               | Arsenal                                  |
| -------------------------------- | ------------------- | ---------------------------------------- |
| Vietto (1 – 0) 41'               | (1 – 0) Jegyzőkönyv | 47'(1 – 1) Smith-Rowe 80' Chambers       |
| Büntetőpárbaj                    |                     |                                          |
| Correa Rodri Moreno Mollejo Adán | 3–1                 | Mhitarján Willock Maitland-Niles Nketiah |

| Nemzeti Stadion, Szingapúr Nézőszám: 23 095 Játékvezető: Ahmad A'Qashah (szingapúri) |

| 2018. július 28. 12:30 (BST), 19:30 (SST) |

| Arsenal                                                                                  | 5 – 1               | PSG                         |
| ---------------------------------------------------------------------------------------- | ------------------- | --------------------------- |
| Özil(1 – 0) 13' Lacazette(2 – 1) 67' (3 – 1) 71' Holding(4 – 1) 87' Nketiah(5 – 1) 90+4' | (1 – 0) Jegyzőkönyv | 60' (11-esből)(1 – 1)Nkunku |

| Nemzeti Stadion, Szingapúr Játékvezető: Nathan Rong De Chan (szingapúri) |

| 2018. augusztus 1. 21:05 (CEST) |

| Arsenal                                              | 1–1               | Chelsea                                              |
| ---------------------------------------------------- | ----------------- | ---------------------------------------------------- |
| Lacazette (1–1) 90+3'                                | (0–1) Jegyzőkönyv | 5' (0–1)Rüdiger                                      |
| Büntetőpárbaj                                        |                   |                                                      |
| Lacazette Nelson Guendouzi Maitland-Niles Özil Iwobi | 6–5               | Drinkwater Abraham Moses Emerson Piazón Loftus-Cheek |

| Aviva Stadion, Dublin, Írország Nézőszám: 46 002 Játékvezető: Paul McLaughlin (északír) |

## Premier League

### Augusztus
| 2018. augusztus 12. 16:00 (BST), (tv: Spíler1 TV) |

| Arsenal                         | 0–2               | Manchester City                                        |
| ------------------------------- | ----------------- | ------------------------------------------------------ |
| Papasztathópulosz 27' Xhaka 52' | (0–1) Jegyzőkönyv | 14' (0–1) 4' Sterling 64' (0–2) B. Silva 73' De Bruyne |

| Emirates Stadion, Holloway, Belső-London Nézőszám: 59 934 Játékvezető: Michael Oliver (angol) |

| 2018. augusztus 18. 17:30 (BST) |

| Chelsea                                          | 3 – 2           | Arsenal                                                   |
| ------------------------------------------------ | --------------- | --------------------------------------------------------- |
| Pedro (1–0) 8' Morata (2–0) 20' Alonso (3–2) 81' | (–) Jegyzőkönyv | 37' (2–1) Mhitarján 41' (2–2) Iwobi 27' Xhaka 77' Mustafi |

| Stamford Bridge, Fulham, Délnyugat-London Nézőszám: 40 491 Játékvezető: Martin Atkinson (angol) |

| 2018. augusztus 25. 15:00 (BST) |

| Arsenal                                                                            | 3 – 1               | West Ham United                                          |
| ---------------------------------------------------------------------------------- | ------------------- | -------------------------------------------------------- |
| Monreal (1–1) 30' Diop (2–1) 70' (öngól) Welbeck (3–1) 90+2' Papasztathópulosz 90' | (1 – 1) Jegyzőkönyv | 25'(0–1) Arnautović 41' Diop 80' Fredericks 88' Wilshere |

| Emirates Stadion, Holloway, Belső-London Nézőszám: 59 830 Játékvezető: Graham Scott (angol) |

### Szeptember
| 2018. szeptember 2. 13:30 (BST) |

| Cardiff City                                                                 | 2 – 3               | Arsenal |
| ---------------------------------------------------------------------------- | ------------------- | --- |
| Camarasa (1 – 1) 45+2' Ward (2 – 2) 70' Hoilett 71' Camarasa 77' Arter 90+3' | (1 – 2) Jegyzőkönyv | 12'(0 – 1) Mustafi 62'(1 – 2) Aubameyang 81'(2 – 3) Lacazette 25' Monreal 51' Bellerín 58' Xhaka 66' Guendouzi |

| Cardiff City Stadion, Cardiff, Wales Nézőszám: 32 316 Játékvezető: Anthony Taylor (angol) |

| 2018. szeptember 15. 15:00 (BST) |

| Newcastle United | 1 – 2               | Arsenal            |
| ---------------- | ------------------- | ------------------ |
| Clark 90+1'      | (0 – 0) Jegyzőkönyv | 49' Xhaka 58' Özil |

| St James’ Park, Newcastle upon Tyne Nézőszám: 52 165 Játékvezető: Lee Probert (angol) |

| 2018. szeptember 23. 16:00 (BST) |

| Arsenal                                                         | 2 – 0               | Everton   |
| --------------------------------------------------------------- | ------------------- | --------- |
| Lacazette 56' Aubameyang 59' Torreira 15' Papasztathópulosz 30' | (0 – 0) Jegyzőkönyv | 27' Digne |

| Emirates, Holloway Nézőszám: 59 964 Játékvezető: Jonathan Moss (angol) |

| 2018. szeptember 29. 15:00 (BST) |

| Arsenal                                        | 2 – 0               | Watford                 |
| ---------------------------------------------- | ------------------- | ----------------------- |
| Cathcart 81' Özil 83' Torreira 45' Mustafi 62' | (0 – 0) Jegyzőkönyv | 31' Deeney 79' Doucouré |

| Emirates, Holloway Nézőszám: 60 019 Játékvezető: Anthony Taylor (angol) |

### Október
| 2018. október 7. 12:00 (BST) |

| Fulham                                | 1 – 5               | Arsenal                                                      |
| ------------------------------------- | ------------------- | ------------------------------------------------------------ |
| Schürrle 44', Schürrle 70' Vietto 57' | (1 – 2) Jegyzőkönyv | 29' Lacazette 49' 67' Ramsey 79' Aubameyang 90+1' Aubameyang |

| Craven Cottage, Fulham, London, Anglia Nézőszám: 25 401 Játékvezető: Paul Tierney (angol) |

| 2018. október 22. 20:00 (BST) |

| Arsenal                                                      | 3 – 1               | Leicester City                          |
| ------------------------------------------------------------ | ------------------- | --------------------------------------- |
| Özil 45' Aubameyang 63' Aubameyang 66' Holding 17' Xhaka 35' | (1 – 1) Jegyzőkönyv | 31' Bellerín 64' Albrighton 65' Pereira |

| Emirates, Holloway Nézőszám: 59 886 Játékvezető: Chris Kavanagh (angol) |

| 2018. október 28. 13:30 (BST) |

| Fulham                                | 1 – 5               | Arsenal                                                      |
| ------------------------------------- | ------------------- | ------------------------------------------------------------ |
| Schürrle 44', Schürrle 70' Vietto 57' | (1 – 2) Jegyzőkönyv | 29' Lacazette 49' 67' Ramsey 79' Aubameyang 90+1' Aubameyang |

| Craven Cottage, Fulham, London, Anglia Nézőszám: 25 401 Játékvezető: Paul Tierney (angol) |

### November
| 2018. november 3. 13:30 (GMT) |

| Arsenal           | 1 – 1               | Liverpool              |
| ----------------- | ------------------- | ---------------------- |
| Lacazette 82' 83' | (0 – 0) Jegyzőkönyv | 61' Milner 52' Fabinho |

| Emirates, Holloway Nézőszám: 59 993 Játékvezető: Andre Marriner (angol) |

| 2018. november 11. 17:30 (GMT) |

| Arsenal                             | 1 – 1               | Wolverhampton Wanderers                |
| ----------------------------------- | ------------------- | -------------------------------------- |
| Mhitarján 86' Özil 69' Bellerín 78' | (0 – 1) Jegyzőkönyv | 13' Cavaleiro 71' Doherty 74' H. Costa |

| Emirates, Holloway Nézőszám: 60 030 Játékvezető: Stuart Attwell (angol) |

| 2018. november 25. 13:30 (GMT) |

| Bournemouth                 | 1 – 2               | Arsenal                                        |
| --------------------------- | ------------------- | ---------------------------------------------- |
| King 45+' Aké 52' Lerma 66' | (1 – 1) Jegyzőkönyv | 30' Lerma 67' Aubameyang 25' Papasztathópulosz |

| Dean Court, Bournemouth Nézőszám: 10 792 Játékvezető: Craig Pawson (angol) |

### December
| 2018. december 2. 14:05 (GMT) |

| Arsenal                                                                                                | 4 – 2               | Tottenham Hotspur                                                            |
| --- | ------------------- | ---------------------------------------------------------------------------- |
| Aubameyang 10' (11-esből) Aubameyang 56' Lacazette 74' Torreira 77' Mustafi 37' Xhaka 49' Torreira 78' | (1 – 2) Jegyzőkönyv | 30' Dier 34' (11-esből) Kane 9′, 85′ Vertonghen 32' Dier 65' Alli 90' Aurier |

| Emirates, Holloway Nézőszám: 59 973 Játékvezető: Mike Dean (angol) |

| 2018. december 5. 20:00 (GMT) |

| Manchester United                          | 2 – 2               | Arsenal                                                    |
| ------------------------------------------ | ------------------- | ---------------------------------------------------------- |
| Martial 30' Lingard 69' Rojo 38' Matić 42' | (1 – 1) Jegyzőkönyv | 26' Mustafi 67' Rojo 37' Mustafi 41' Bellerín 86' Torreira |

| Old Trafford, Manchester Nézőszám: 74 507 Játékvezető: Andre Marriner (angol) |

| 2018. december 8. 20:00 (GMT) |

| Arsenal                                                                                   | 1 – 0               | Huddersfield Town                               |
| ----------------------------------------------------------------------------------------- | ------------------- | ----------------------------------------------- |
| Torreira 83' Xhaka 24' Lichtsteiner 38' Papasztathópulosz 40' Mustafi 45+2' Guendouzi 80' | (0 – 0) Jegyzőkönyv | 35' Pritchard 38' Williams 39' Smith 85' Bacuna |

| Emirates, Holloway Nézőszám: 59 893 Játékvezető: Paul Tierney (angol) |

| 2018. december 16. 14:30 (GMT) |

| Southampton                                                        | 3 – 2               | Arsenal                                   |
| ------------------------------------------------------------------ | ------------------- | ----------------------------------------- |
| Ings 20' Ings 44' Austin 85' Bednarek 51' Armstrong 71' Long 90+5' | (2 – 1) Jegyzőkönyv | 28' Mhitarján 53' Mhitarján 60' Koscielny |

| St. Mary, Southampton Nézőszám: 29 497 Játékvezető: Chris Kavanagh (angol) |

| 2018. december 22. 12:30 (GMT) |

| Arsenal                                                                       | 3 – 1               | Burnley                                                        |
| ----------------------------------------------------------------------------- | ------------------- | -------------------------------------------------------------- |
| Aubameyang 14' Aubameyang 48' Iwobi 90+1' Papasztathópulosz 41' Guendouzi 59' | (1 – 0) Jegyzőkönyv | 63' Barnes 36' Barnes 47' Wood 60' Mee 60' Cork 90+1' Westwood |

| Emirates, Holloway Nézőszám: 59 493 Játékvezető: Kevin Friend (angol) |

| 2018. december 26. 17:15 (GMT) |

| Brighton & Hove Albion               | 1 – 1               | Arsenal                     |
| ------------------------------------ | ------------------- | --------------------------- |
| Locadia 35' Montoya 45+2' Murray 58' | (1 – 1) Jegyzőkönyv | 7' Aubameyang 81' Kolašinac |

| Falmer Stadion, Falmer Nézőszám: 30 608 Játékvezető: Anthony Taylor (angol) |

| 2018. december 29. 18:30 (GMT), (tv:Spíler1 TV) |

| Liverpool                                                                                     | 5 – 1           | Arsenal                      |
| --------------------------------------------------------------------------------------------- | --------------- | ---------------------------- |
| Firmino 14' Firmino 16' Firmino 65' (11-esből) Mané 32' Szaláh 45+2' (11-esből) Robertson 26' | (–) Jegyzőkönyv | 11' Maitland-Niles 33' Xhaka |

| Anfield, Liverpool Nézőszám: 53 326 Játékvezető: Michael Oliver (angol) |

### Január
| 2019. január 1. 16:00 (GMT), (tv: Spíler1 TV) |

| Arsenal                                           | 4 – 1               | Fulham                     |
| ------------------------------------------------- | ------------------- | -------------------------- |
| Xhaka 25' Lacazette 55' Ramsey 79' Aubameyang 83' | (1 – 0) Jegyzőkönyv | 69' Kamara 77' Fosu-Mensah |

| Emirates, Holloway Nézőszám: 59 887 Játékvezető: Graham Scott (angol) |

| 2019. január 12. 12:30 (GMT) |

| West Ham United | 1 – 0               | Arsenal                   |
| --------------- | ------------------- | ------------------------- |
| Rice 48'        | (0 – 0) Jegyzőkönyv | 46' Mustafi 60' Kolašinac |

| London Stadion, London Nézőszám: 59 946 Játékvezető: Jonathan Moss (angol) |

| 2019. január 19. 18:30 (GMT) |

| Arsenal                     | 2 – 0               | Chelsea                           |
| --------------------------- | ------------------- | --------------------------------- |
| Lacazette 14' Koscielny 39' | (2 – 0) Jegyzőkönyv | 37' David Luiz 90+5' Ross Barkley |

| Emirates, Holloway Nézőszám: 59 979 Játékvezető: Anthony Taylor (angol) |

| 2019. január 29. 20:45 (GMT) |

| Arsenal                                                                           | 2 – 1           | Cardiff City                                        |
| --------------------------------------------------------------------------------- | --------------- | --------------------------------------------------- |
| Aubameyang 66' (11-esből) Lacazette 83' Monreal 29' Guendouzi 45+2' Lacazette 81' | (–) Jegyzőkönyv | 90+3' Mendez-Laing 36' Paterson 63' Arter 90' Ralls |

| Emirates, Holloway Nézőszám: 59 933 Játékvezető: Mike Dean (angol) |

### Február
| 2019. február 3. 16:30 (GMT) |

| Manchester City                              | 3 – 1               | Arsenal                    |
| -------------------------------------------- | ------------------- | -------------------------- |
| Agüero 1' Agüero 44' Agüero 61' Gündoğan 65' | (2 – 1) Jegyzőkönyv | 11' Koscielny 40' Torreira |

| Etihad Stadion, Manchester Nézőszám: 54 483 Játékvezető: Martin Atkinson (angol) |

| 2019. február 9. 15:00 (GMT) |

| Huddersfield Town                                    | 1 – 2               | Arsenal                                                    |
| ---------------------------------------------------- | ------------------- | ---------------------------------------------------------- |
| Grant 90+3' Schindler 36' Kongolo 49' Diakhaby 90+4' | (0 – 2) Jegyzőkönyv | 16' Iwobi 44' Lacazette 55' Maitland-Niles 90+3' Kolašinac |

| John Smith's Stadion, Huddersfield Nézőszám: 24 182 Játékvezető: Jonathan Moss (angol) |

| 2019. február 24. 14:05 (GMT) |

| Arsenal                | 2 – 0               | Southampton |
| ---------------------- | ------------------- | ----------- |
| Lacazette 6' Mhitarján | (2 – 0) Jegyzőkönyv |             |

| Emirates, Holloway Nézőszám: 59 877 Játékvezető: Graham Scott (angol) |

| 2019. február 27. 19:45 (GMT) |

| Arsenal                                                                                             | 5 – 1               | Bournemouth                      |
| --------------------------------------------------------------------------------------------------- | ------------------- | -------------------------------- |
| Özil 4' Mhitarján 27' Koscielny 47' Aubameyang 59' Lacazette 78' Papasztathópulosz 36' Torreira 69' | (2 – 1) Jegyzőkönyv | 30' Mousset 30' King 77' Daniels |

| Emirates, Holloway Nézőszám: 59 618 Játékvezető: Chris Kavanagh (angol) |

### Március
| 2019. március 2. 12:30 (GMT) |

| Tottenham Hotspur                                    | 1 – 1               | Arsenal                                           |
| ---------------------------------------------------- | ------------------- | ------------------------------------------------- |
| Kane 74' (11-esből) Lamela 63' Rose 69' Llorente 84' | (0 – 1) Jegyzőkönyv | 16' Ramsey 58' Mhitarján 74' Xhaka 90+5′ Torreira |

| Wembley Stadion, London Nézőszám: 81 332 Játékvezető: Anthony Taylor (angol) |

| 2019. március 9. 16:00 (GMT) |

| Arsenal                                                                 | 2 – 0               | Manchester United   |
| ----------------------------------------------------------------------- | ------------------- | ------------------- |
| Xhaka 12' Aubameyang 69' (11-esből) Papasztathópulosz 38' Kolašinac 90' | (1 – 0) Jegyzőkönyv | 68' Matić 76' Pogba |

| Emirates, Holloway Nézőszám: 60 000 Játékvezető: Jonathan Moss (angol) |

### Április
| 2019. április 1. 20:00 (BST) |

| Arsenal                                            | 2 – 0               | Newcastle United |
| -------------------------------------------------- | ------------------- | ---------------- |
| Ramsey 30' Lacazette 83' Monreal 59' Kolašinac 73' | (0 – 0) Jegyzőkönyv | 72' Diamé        |

| Emirates Stadion, Holloway Nézőszám: 59 869 Játékvezető: Anthony Taylor (angol) |

| 2019. április 7. 14:05 (BST) |

| Everton                | 1 – 0               | Arsenal                                                    |
| ---------------------- | ------------------- | ---------------------------------------------------------- |
| Jagielka 10' Gomes 50' | (1 – 0) Jegyzőkönyv | 6' Guendouzi 25' Papasztathópulosz 82' Mustafi 86' Monreal |

| Goodison Park, Liverpool Nézőszám: 39 400 Játékvezető: Kevin Friend (angol) |

| 2019. április 15. 20:00 (BST) |

| Watford                          | 0 – 1               | Arsenal        |
| -------------------------------- | ------------------- | -------------- |
| Deeney 11′ Capoue 54' Hughes 86' | (0 – 1) Jegyzőkönyv | 10' Aubameyang |

| Vicarage Road, Watford Nézőszám: 20 480 Játékvezető: Craig Pawson (angol) |

| 2019. április 21. 16:00 (BST) |

| Arsenal                                                                    | 2 – 3               | Crystal Palace                             |
| -------------------------------------------------------------------------- | ------------------- | ------------------------------------------ |
| Özil 47' Aubameyang 77' Mavropánosz 16' Özil 63' Guendouzi 68' Mustafi 85' | (0 – 1) Jegyzőkönyv | 17' Benteke 61' Zaha 69' McArthur 81' Ward |

| Emirates Stadion, Holloway Nézőszám: 59 929 Játékvezető: Jonathan Moss (angol) |

| 2019. április 24. 19:45 (BST) |

| Wolverhampton Wanderers                                  | 3 – 1               | Arsenal                                                  |
| -------------------------------------------------------- | ------------------- | -------------------------------------------------------- |
| Doherty 37' Neves 28' Jota 45+2' Doherty 17' Bennett 84' | (3 – 0) Jegyzőkönyv | 80' Papasztathópulosz 27' Monreal 31' Xhaka 45' Torreira |

| Molineux Stadion, Wolverhampton Nézőszám: 31 436 Játékvezető: Stuart Attwell (angol) |

| 2019. április 28. 12:00 (BST) |

| Leicester City                                                         | 3 – 0               | Arsenal                                      |
| ---------------------------------------------------------------------- | ------------------- | -------------------------------------------- |
| Tielemans 59' Vardy 86' Vardy 90+5' Ndidi 13' Pereira 65' Chilwell 70' | (0 – 0) Jegyzőkönyv | 8′, 36′ Maitland-Niles 64' Papasztathópulosz |

| King Power Stadion, Leicester Nézőszám: 32 037 Játékvezető: Michael Oliver (angol) |

### Május
| 2019. május 5. 16:30 (BST) |

| Arsenal                                                                                             | 1 – 1               | Brighton & Hove Albion                    |
| --------------------------------------------------------------------------------------------------- | ------------------- | ----------------------------------------- |
| Aubameyang 9' (11-esből) Papasztathópulosz 14' Xhaka 60' Lichtsteiner 64' Guendouzi 83' Mustafi 84' | (1 – 0) Jegyzőkönyv | 61' (11-esből) Murray 45+2' Groß 63' Dunk |

| Emirates Stadion, Holloway Nézőszám: 59 965 Játékvezető: Anthony Taylor (angol) |

| 2019. május 12. 15:00 (BST) |

| Burnley                                                             | 1 – 3               | Arsenal                                                   |
| ------------------------------------------------------------------- | ------------------- | --------------------------------------------------------- |
| Barnes 65' Heaton 3' Barnes 22' Tarkowski 45+3' Lowton 48' Cork 75' | (0 – 0) Jegyzőkönyv | 52' Aubameyang 63' Aubameyang 53' Guendouzi 90+4' Nketiah |

| Turf Moor, Burnley Nézőszám: 21 461 Játékvezető: Mike Dean (angol) |

## FA-kupa
| 2019. január 5. 17:30 (GMT) |

| Blackpool | 0 – 3               | Arsenal                                         |
| --------- | ------------------- | ----------------------------------------------- |
|           | (0 – 2) Jegyzőkönyv | 11' Willock 37' Willock 82' Iwobi 56' Kolašinac |

| Bloomfield Road, Blackpool Nézőszám: 8 955 Játékvezető: Mike Dean (angol) |

| 2019. január 25. 19:55 (GMT) |

| Arsenal                                                    | 0 – 3               | Manchester United                                                      |
| ---------------------------------------------------------- | ------------------- | ---------------------------------------------------------------------- |
| Aubameyang 43' Koscielny 54' Kolašinac 86' Guendouzi 90+1' | (0 – 2) Jegyzőkönyv | 31' Sánchez 33' Lingard 82' Martial 68' Young 76' Lingard 86' Rashford |

| Emirates Stadion, Holloway Nézőszám: 59 571 Játékvezető: Craig Pawson (angol) |

## EFL Kupa
| 2018. szeptember 26. 19:45 (BST) |

| Arsenal                                                     | 3 – 1   | Brentford          |
| ----------------------------------------------------------- | ------- | ------------------ |
| Welbeck 5' 37' Welbeck 63' Lacazette 90+3' Lichtsteiner 28' | (2 – 0) | Judge 58' Kósa 37' |

| Emirates, Holloway Nézőszám: 49 586 Játékvezető: Mike Dean (angol) |

| 2018. október 31. 19:45 (GMT) |

| Arsenal                                            | 2 – 1               | Blackpool                 |
| -------------------------------------------------- | ------------------- | ------------------------- |
| Lichtsteiner 33' Smith Rowe 58' Guendouzi 22′, 58′ | (1 – 0) Jegyzőkönyv | 66' O'Connor 88′ O'Connor |

| Emirates, Holloway Nézőszám: 48 168 Játékvezető: David Coote (angol) |

| 2018. december 19. 20:45 (GMT) |

| Arsenal                   | 0 – 2               | Tottenham Hotspur                        |
| ------------------------- | ------------------- | ---------------------------------------- |
| Guendouzi 45+2' Xhaka 77' | (0 – 1) Jegyzőkönyv | 21' Szon 59' Alli 85' Alli 90+4' Eriksen |

| Emirates, Holloway Nézőszám: 59 016 Játékvezető: Jonathan Moss (angol) |

## Európa-liga

### E csoport
| Hely. | Csapat           | M | Gy | D | V | G+ | G– | Gk | P  | Továbbjutás                             |        | ARS    | SPO    | VP     | QRB    |
| ----- | ---------------- | - | -- | - | - | -- | -- | -- | -- | --------------------------------------- | ------ | ------ | ------ | ------ | ------ |
| 1.    | Arsenal          | 4 | 3  | 1 | 0 | 8  | 2  | +6 | 10 | Továbbjut az egyenes kieséses szakaszba |        | —      | 11.08. | 09.20. | 12.13. |
| 2.    | Sporting CP      | 4 | 2  | 1 | 1 | 4  | 2  | +2 | 7  | Továbbjut az egyenes kieséses szakaszba |        | 10.25. | —      | 12.13. | 09.20. |
| 3.    | Vorszkla Poltava | 4 | 1  | 0 | 3 | 4  | 7  | −3 | 3  |                                         |        | 11.29. | 10.04. | —      | 11.08. |
| 4.    | Qarabağ          | 4 | 1  | 0 | 3 | 1  | 6  | −5 | 3  |                                         | 10.04. | 11.29. | 10.25. | —      |        |

| 2018. szeptember 20. 21:00 (20:00 BST) |

| Arsenal                                 | 4–2               | Vorszkla Poltava            |
| --------------------------------------- | ----------------- | --------------------------- |
| Aubameyang 32' 56' Welbeck 48' Özil 74' | (1–0) Jegyzőkönyv | Chesnakov 77' Sharpar 90+3' |

| Emirates Stadion, London Nézőszám: 59 039 Játékvezető: Bart Vertenten (belga) |

| 2018. október 4. 18:55 (20:55 AZT) |

| Qarabağ | 0–3               | Arsenal                                          |
| ------- | ----------------- | ------------------------------------------------ |
|         | (0–1) Jegyzőkönyv | Papastathopoulos 4' Smith Rowe 53' Guendouzi 80' |

| Tofik Bahramov Stadion, Baku Nézőszám: 63 412 Játékvezető: Davide Massa (olasz) |

| 2018. október 25. 18:55 (17:55 WEST) |

| Sporting CP | 0–1               | Arsenal     |
| ----------- | ----------------- | ----------- |
|             | (0–0) Jegyzőkönyv | Welbeck 78' |

| Estádio José Alvalade, Lisszabon Nézőszám: 40 784 Játékvezető: Damir Skomina (szlovén) |

| 2018. november 8. 21:00 (20:00 GMT) |

| Arsenal | 0–0         | Sporting CP |
| ------- | ----------- | ----------- |
|         | Jegyzőkönyv |             |

| Emirates Stadion, London Nézőszám: 59 758 Játékvezető: Gediminas Mažeika (litván) |

| 2018. november 29. 18:55 (19:55 EET) |

| Vorszkla Poltava                     | 0 – 3               | Arsenal                                                      |
| ------------------------------------ | ------------------- | ------------------------------------------------------------ |
| Sklyar 29' Sharpar 32' Kolomojec 72' | (0 – 3) Jegyzőkönyv | 11' Smith Rowe 27' (11-esből) Ramsey 41' Willock 53' Holding |

| Oleksiy Butovsky Vorskla Stadium, Poltava Nézőszám: 7 751 Játékvezető: Bartosz Frankowski (lengyel) |

| 2018. december 13. 21:00 (20:00 GMT), (tv:Digi Sport 2) |

| Arsenal       | 1 – 0               | Qarabağ     |
| ------------- | ------------------- | ----------- |
| Lacazette 16' | (1 – 0) Jegyzőkönyv | 82' Garayev |

| Emirates Stadion, London Játékvezető: Jens Maae (dán) |

### A legjobb 16 közé jutásért
| 2019. február 14. 18:55 |

| BATE Boriszov                                   | 1 – 0               | Arsenal                |
| ----------------------------------------------- | ------------------- | ---------------------- |
| Drahun 45' Dubajić 72' Filipović 86' Drahun 87' | (1 – 0) Jegyzőkönyv | 9' Xhaka 85′ Lacazette |

| Borisov Arena, Bariszav Nézőszám: 12 527 Játékvezető: Srđan Jovanović (szerb) |

| 2019. február 21. 18:55 |

| Arsenal                                     | 3 – 0               | BATE Boriszov |
| ------------------------------------------- | ------------------- | ------------- |
| Volkov 4' Mustafi 38' Papasztathópulosz 60' | (2 – 0) Jegyzőkönyv |               |

| Emirates Stadion, London Nézőszám: 58 812 Játékvezető: Alberto Undiano Mallenco (spanyol) |

### A legjobb 8 közé jutásért
| 2019. március 7. 18:55, CET, (UTC+01:00) |

| Rennes                                                         | 1 – 1               | Arsenal                                  |
| -------------------------------------------------------------- | ------------------- | ---------------------------------------- |
| Bourigeaud 42' Monreal 65' Sarr 88' Bourigeaud 38' Zeffane 87' | (3 – 1) Jegyzőkönyv | 4' Iwobi 41′ Papasztathópulosz 34' Xhaka |

| Roazhon Park, Rennes Nézőszám: 29 100 Játékvezető: Ivan Kružliak (szlovák) |

| 2019. március 14. 21:00, CET, (UTC+01:00) |

| Arsenal | 3 – 0               | Rennes                                            |
| --- | ------------------- | ------------------------------------------------- |
| Aubameyang 5' Maitland-Niles 15' Aubameyang 72' Lacazette 31' Aubameyang 72' Mhitarján 77' Kolašinac 90+3' | (2 – 0) Jegyzőkönyv | 18' Mexer 55' Grenier 81' Bourigeaud 90+5' Traoré |

| Emirates Stadion, London Nézőszám: 59 453 Játékvezető: Andris Treimanis (lett) |

### Negyeddöntő
| 2019. április 11. 21:00, CEST, (UTC+02:00) |

| Arsenal                  | 2 – 0               | Napoli    |
| ------------------------ | ------------------- | --------- |
| Ramsey 15' Koulibaly 25' | (2 – 0) Jegyzőkönyv | 34' Hysaj |

| Emirates Stadion, London Nézőszám: 59 738 Játékvezető: Alberto Undiano Mallenco (spanyol) |

| 2019. április 18. 21:00, CEST, (UTC+02:00) |

| Napoli                   | 0 – 1               | Arsenal                |
| ------------------------ | ------------------- | ---------------------- |
| Insigne 43' Callejón 90' | (0 – 1) Jegyzőkönyv | 36' Lacazette 55' Čech |

| San Paolo Stadion, Nápoly Nézőszám: 39 438 Játékvezető: Ovidiu Hațegan (román) |

### Elődöntő
| 2019. május 2. 20:00, BST, (UTC+02:00) |

| Arsenal                                      | 3 – 1               | Valencia                             |
| -------------------------------------------- | ------------------- | ------------------------------------ |
| Lacazette 18' Lacazette 25' Aubameyang 90+1' | (2 – 1) Jegyzőkönyv | 11' Diakhaby 31' Diakhaby 70' Parejo |

| Emirates Stadion, London Nézőszám: 58 969 Játékvezető: Clément Turpin (Francia) |

| 2019. május 9. 21:00, CEST, (UTC+02:00) |

| Valencia                                                 | 2 – 4               | Arsenal                                                                             |
| -------------------------------------------------------- | ------------------- | ----------------------------------------------------------------------------------- |
| Gameiro 11' Gameiro 58' Garay 38' Gayà 43' Gabriel 90+2' | (1 – 1) Jegyzőkönyv | 17' Aubameyang 69' Aubameyang 88' Aubameyang 50' Lacazette 62' Özil 90+2' Lacazette |

| Estadio Mestalla, Valencia Nézőszám: 39 438 Játékvezető: Danny Makkelie (holland) |

### Döntő
| 2019. május 29., (tv:Digi Sport 1, Sport 1) 21:00, CEST, (UTC+02:00) |

| Chelsea                                               | 4 – 1               | Arsenal   |
| ----------------------------------------------------- | ------------------- | --------- |
| Giroud 49' Pedro 60' Hazard 65' (11-esből) Hazard 72' | (0 – 0) Jegyzőkönyv | 69' Iwobi |

| Olimpiai Stadion, Baku Nézőszám: 51 370 Játékvezető: Gianluca Rocchi (olasz) |

| Chelsea | Arsenal |

| GK             | 1  | Kepa Arrizabalaga     |     |     |
| RB             | 28 | César Azpilicueta (c) |     |     |
| CB             | 27 | Andreas Christensen   | 68' |     |
| CB             | 30 | David Luiz            |     |     |
| LB             | 33 | Emerson Palmieri      |     |     |
| CM             | 7  | N'Golo Kanté          |     |     |
| CM             | 5  | Jorginho              |     |     |
| CM             | 17 | Mateo Kovačić         |     | 76' |
| RF             | 11 | Pedro                 | 56' | 71' |
| CF             | 18 | Olivier Giroud        |     |     |
| LF             | 10 | Eden Hazard           |     | 89' |
| Cserék:        |    |                       |     |     |
| GK             | 13 | Willy Caballero       |     |     |
| GK             | 52 | Jamie Cumming         |     |     |
| DF             | 3  | Marcos Alonso         |     |     |
| DF             | 21 | Davide Zappacosta     |     | 89' |
| DF             | 24 | Gary Cahill           |     |     |
| DF             | 44 | Ethan Ampadu          |     |     |
| MF             | 8  | Ross Barkley          |     | 76' |
| MF             | 51 | Conor Gallagher       |     |     |
| MF             | 55 | George McEachran      |     |     |
| FW             | 9  | Gonzalo Higuaín       |     |     |
| FW             | 22 | Willian               |     | 71' |
| Vezetőedző:    |    |                       |     |     |
| Maurizio Sarri |    |                       |     |     |

| GK          | 1  | Petr Čech                    |  |     |
| CB          | 5  | Szokrátisz Papasztathópulosz |  |     |
| CB          | 6  | Laurent Koscielny (c)        |  |     |
| CB          | 18 | Nacho Monreal                |  | 66' |
| RM          | 15 | Ainsley Maitland-Niles       |  |     |
| CM          | 11 | Lucas Torreira               |  | 66' |
| CM          | 34 | Granit Xhaka                 |  |     |
| LM          | 31 | Sead Kolašinac               |  |     |
| AM          | 10 | Mesut Özil                   |  | 77' |
| CF          | 9  | Alexandre Lacazette          |  |     |
| CF          | 14 | Pierre-Emerick Aubameyang    |  |     |
| Cserék:     |    |                              |  |     |
| GK          | 19 | Bernd Leno                   |  |     |
| GK          | 44 | Dejan Iliev                  |  |     |
| DF          | 12 | Stephan Lichtsteiner         |  |     |
| DF          | 20 | Shkodran Mustafi             |  |     |
| DF          | 25 | Carl Jenkinson               |  |     |
| MF          | 4  | Mohamed Elneny               |  |     |
| MF          | 29 | Mattéo Guendouzi             |  | 66' |
| MF          | 59 | Joe Willock                  |  | 77' |
| FW          | 17 | Alex Iwobi                   |  | 66' |
| FW          | 23 | Danny Welbeck                |  |     |
| FW          | 49 | Eddie Nketiah                |  |     |
| FW          | 87 | Bukayo Saka                  |  |     |
| Vezetőedző: |    |                              |  |     |
| Unai Emery  |    |                              |  |     |

| A mérkőzés legjobbja:: Eden Hazard (Chelsea) Asszisztensek: Filippo Meli (olasz) Lorenzo Manganelli (olasz) Negyedik játékvezető: Daniele Orsato (olasz) Videóbírók: Massimiliano Irrati (olasz) Videóbíró asszisztensek: Marco Guida (olasz) Szymon Marciniak (lengyel) Külső videóbíró asszisztens: Paweł Sokolnicki (lengyel) | Szabályok - 90 perc játékidő. - 30 perces ráadás döntetlen esetén. - Tizenegyesek döntetlen esetén. - Tizenkét nevezhető cserejátékos. - Maximum három bevethető csere, hosszabbítás esetén plusz egy. |

### Statisztikák
| Statisztikák           | Chelsea | Arsenal |
| ---------------------- | ------- | ------- |
| Gólok                  | 0       | 0       |
| Gólok összesen         | 5       | 4       |
| Kaput eltalált lövések | 2       | 0       |
| Védesek                | 0       | 2       |
| Labdabirtoklás         | 55%     | 45%     |
| Szöglet rúgások        | 3       | 3       |
| Szabálytalanságok      | 8       | 6       |
| Lesek                  | 1       | 1       |
| Sárga lapok            | 0       | 0       |
| Piros lapok            | 0       | 0       |

| Statisztikák           | Chelsea | Arsenal |
| ---------------------- | ------- | ------- |
| Gólok                  | 4       | 1       |
| Gólok összesen         | 9       | 11      |
| Kaput eltalált lövések | 6       | 2       |
| Védesek                | 1       | 2       |
| Labdabirtoklás         | 42%     | 58%     |
| Szöglet rúgások        | 4       | 2       |
| Szabálytalanságok      | 6       | 5       |
| Lesek                  | 0       | 2       |
| Sárga lapok            | 2       | 0       |
| Piros lapok            | 0       | 0       |

| Statisztikák           | Chelsea | Arsenal |
| ---------------------- | ------- | ------- |
| Gólok                  | 4       | 1       |
| Lövések összesen       | 14      | 15      |
| Kaput eltalált lövések | 8       | 2       |
| Védesek                | 1       | 4       |
| Labdabirtoklás         | 48%     | 52%     |
| Szöglet rúgások        | 7       | 5       |
| Szabálytalanságok      | 14      | 11      |
| Lesek                  | 1       | 3       |
| Sárga lapok            | 2       | 0       |
| Piros lapok            | 0       | 0       |

## Tabella
| Hely. | Csapat                    | M  | Gy | D  | V  | G+ | G– | Gk  | P  | Továbbjutás vagy kiesés      |
| ----- | ------------------------- | -- | -- | -- | -- | -- | -- | --- | -- | ---------------------------- |
| 1.    | Manchester City CV (B, C) | 38 | 32 | 2  | 4  | 95 | 23 | +72 | 98 | Bajnokok Ligája-csoportkör   |
| 2.    | Liverpool                 | 38 | 30 | 7  | 1  | 89 | 22 | +67 | 97 | Bajnokok Ligája-csoportkör   |
| 3.    | Chelsea                   | 38 | 21 | 9  | 8  | 63 | 39 | +24 | 72 | Bajnokok Ligája-csoportkör   |
| 4.    | Tottenham Hotspur         | 38 | 23 | 2  | 13 | 67 | 39 | +28 | 71 | Bajnokok Ligája-csoportkör   |
| 5.    | Arsenal                   | 38 | 21 | 7  | 10 | 73 | 51 | +22 | 70 | Európa-liga-csoportkör       |
| 6.    | Manchester United         | 38 | 19 | 9  | 10 | 65 | 54 | +11 | 66 | Európa-liga-csoportkör       |
| 7.    | Wolverhampton Wanderers Ú | 38 | 16 | 9  | 13 | 47 | 46 | +1  | 57 | Európa-liga 2. selejtezőkör  |
| 8.    | Everton                   | 38 | 15 | 9  | 14 | 54 | 46 | +8  | 54 |                              |
| 9.    | Leicester City            | 38 | 15 | 7  | 16 | 51 | 48 | +3  | 52 |                              |
| 10.   | West Ham United           | 38 | 15 | 7  | 16 | 52 | 55 | −3  | 52 |                              |
| 11.   | Watford                   | 38 | 14 | 8  | 16 | 52 | 59 | −7  | 50 |                              |
| 12.   | Crystal Palace            | 38 | 14 | 7  | 17 | 51 | 53 | −2  | 49 |                              |
| 13.   | Newcastle United          | 38 | 12 | 9  | 17 | 42 | 48 | −6  | 45 |                              |
| 14.   | Bournemouth               | 38 | 13 | 6  | 19 | 56 | 70 | −14 | 45 |                              |
| 15.   | Burnley                   | 38 | 11 | 7  | 20 | 45 | 68 | −23 | 40 |                              |
| 16.   | Southampton               | 38 | 9  | 12 | 17 | 45 | 65 | −20 | 39 |                              |
| 17.   | Brighton & Hove Albion    | 38 | 9  | 9  | 20 | 35 | 60 | −25 | 36 |                              |
| 18.   | Cardiff City Ú (K)        | 38 | 10 | 4  | 24 | 34 | 69 | −35 | 34 | Kiesik az EFL Championshipbe |
| 19.   | Fulham Ú (K)              | 38 | 7  | 5  | 26 | 34 | 81 | −47 | 26 | Kiesik az EFL Championshipbe |
| 20.   | Huddersfield Town (K)     | 38 | 3  | 7  | 28 | 22 | 76 | −54 | 16 | Kiesik az EFL Championshipbe |

## Statisztika
2019. május 12-én lett frissítve
| Kiírás         | Statisztikák | Statisztikák | Statisztikák | Statisztikák | Statisztikák | Statisztikák | Statisztikák | Kezdő forduló/ helyezés | Végső forduló/ helyezés | Mérkőzések dátumai   | Mérkőzések dátumai | Mérkőzések dátumai |
| Kiírás         | M            | GY           | D            | V            | LG–KG        | GK           | Gy %         | Kezdő forduló/ helyezés | Végső forduló/ helyezés | Első                 | Utolsó             | Következő          |
| -------------- | ------------ | ------------ | ------------ | ------------ | ------------ | ------------ | ------------ | ----------------------- | ----------------------- | -------------------- | ------------------ | ------------------ |
| Premier League | 38           | 21           | 07           | 010          | 73 – 51      | +22          | 55.26        | 14                      | 5                       | 2018. augusztus 12.  | 2019. május 12.    |                    |
| FA-kupa        | 02           | 01           | 0            | 01           | 4 – 01       | +1           | 50.00        | (legjobb 32)            | 4. forduló              | 2019. január 5.      | 2019. január 5.    |                    |
| Ligakupa       | 03           | 02           | 0            | 01           | 5 – 05       | +0           | 66.67        | Csoport mérkőzés        | Negyeddöntős            | 2018. szeptember 26. | 2018. december 19. |                    |
| Európa-liga    | 014          | 011          | 01           | 02           | 29 – 09      | +20          | 78.57        | Csoportkör              | Döntős                  | 2018. szeptember 20. | 2019. május 29.    | 2019. május 29.    |
| Összesen       | 57           | 035          | 08           | 014          | 111 – 67     | +44          | 61.40        |                         |                         |                      |                    |                    |

| Összesen | Összesen | Összesen | Összesen | Összesen | Összesen | Összesen | Otthon | Otthon | Otthon | Otthon | Otthon | Otthon | Idegenben | Idegenben | Idegenben | Idegenben | Idegenben | Idegenben |    |
| M        | GY       | D        | V        | LG–KG    | GK       | P        | M      | GY     | D      | V      | LG–KG  | GK     | M         | GY        | D         | V         | LG–KG     | GK        |    |
| -------- | -------- | -------- | -------- | -------- | -------- | -------- | ------ | ------ | ------ | ------ | ------ | ------ | --------- | --------- | --------- | --------- | --------- | --------- | -- |
| 38       | 21       | 7        | 10       | 73–51    | +22      | 70       | 19     | 14     | 3      | 2      | 42–16  | +26    | +45       | 19        | 7         | 4         | 8         | 31–35     | −4 |

### Helyezések fordulónként
| Forduló  | 1  | 2  | 3  | 4  | 5  | 6  | 7  | 8  | 9  | 10 | 11 | 12 | 13 | 14 | 15 | 16 | 17 | 18 | 19 | 20 | 21 | 22 | 23 | 24 | 25 | 26 | 27 | 28 | 29 | 30 | 31 | 32 | 33 | 34 | 35 | 36 | 37 | 38 |
| -------- | -- | -- | -- | -- | -- | -- | -- | -- | -- | -- | -- | -- | -- | -- | -- | -- | -- | -- | -- | -- | -- | -- | -- | -- | -- | -- | -- | -- | -- | -- | -- | -- | -- | -- | -- | -- | -- | -- |
| Helyszín | O  | I  | O  | I  | I  | O  | O  | I  | O  | I  | O  | O  | I  | O  | I  | O  | I  | O  | I  | I  | O  | I  | O  | O  | I  | I  | O  | O  | I  | O  | O  | I  | I  | O  | I  | I  | O  | I  |
| Eredmény | V  | V  | GY | GY | GY | GY | GY | GY | GY | D  | D  | D  | GY | GY | D  | GY | V  | GY | D  | V  | GY | V  | GY | GY | V  | GY | GY | GY | D  | GY | GY | V  | GY | V  | V  | V  | D  | GY |
| Helyezés | 15 | 17 | 9  | 9  | 7  | 6  | 5  | 4  | 4  | 4  | 5  | 5  | 5  | 4  | 5  | 5  | 5  | 5  | 5  | 5  | 5  | 5  | 5  | 4  | 6  | 5  | 4  | 4  | 5  | 4  | 3  | 4  | 4  | 5  | 5  | 5  | 5  | 5  |

Helyszín: O = Otthon; I = Idegenben. Eredmény: GY = Győzelem; D = Döntetlen; V = Vereség.
A csapat helyezései fordulónként, idővonalon ábrázolva.

### Keret statisztika
2019. május 12-én lett frissítve.
| Mezszám                        | Poszt | Név                          | Bajnokság     | Bajnokság | FA-kupa       | FA-kupa | Ligakupa      | Ligakupa | Európa-liga   | Európa-liga | Összesen      | Összesen | Lapok | Lapok |
| Mezszám                        | Poszt | Név                          | Pályára lépés | Gól       | Pályára lépés | Gól     | Pályára lépés | Gól      | Pályára lépés | Gól         | Pályára lépés | Gól      |       |       |
| ------------------------------ | ----- | ---------------------------- | ------------- | --------- | ------------- | ------- | ------------- | -------- | ------------- | ----------- | ------------- | -------- | ----- | ----- |
| 1                              | GK    | Petr Čech                    | 7             | 0         | 2             | 0       | 2             | 0        | 10            | 0           | 21            | 0        | 0     | 0     |
| 2                              | DF    | Héctor Bellerín              | 19            | 0         | 0             | 0       | 0             | 0        | 0             | 0           | 19            | 0        | 0     | 0     |
| 4                              | DF    | Mohamed en-Neni              | 8             | 0         | 1             | 0       | 1             | 0        | 7             | 0           | 17            | 0        | 0     | 0     |
| 5                              | DF    | Szokrátisz Papasztathópulosz | 25            | 1         | 2             | 0       | 1             | 0        | 11            | 1           | 39            | 3        | 7     | 0     |
| 6                              | DF    | Laurent Koscielny            | 17            | 3         | 1             | 0       | 1             | 0        | 9             | 0           | 28            | 0        | 0     | 0     |
| 7                              | MF    | Henrih Mhitarján             | 25            | 6         | 0             | 0       | 3             | 0        | 11            | 0           | 39            | 6        | 1     | 0     |
| 8                              | MF    | Aaron Ramsey                 | 27            | 4         | 2             | 0       | 3             | 0        | 7             | 2           | 39            | 6        | 0     | 0     |
| 9                              | FW    | Alexandre Lacazette          | 35            | 13        | 2             | 0       | 2             | 1        | 9             | 5           | 48            | 19       | 1     | 0     |
| 10                             | MF    | Mesut Özil                   | 24            | 5         | 1             | 0       | 0             | 0        | 9             | 1           | 34            | 6        | 1     | 0     |
| 11                             | KP    | Lucas Torreira               | 34            | 2         | 1             | 0       | 3             | 0        | 11            | 0           | 49            | 2        | 4     | 0     |
| 12                             | V     | Stephan Lichtsteiner         | 14            | 0         | 1             | 0       | 2             | 1        | 6             | 0           | 23            | 1        | 4     | 0     |
| 14                             | FW    | Pierre-Emerick Aubameyang    | 36            | 22        | 1             | 1       | 2             | 0        | 11            | 8           | 50            | 31       | 0     | 0     |
| 15                             | KP    | Ainsley Maitland-Niles       | 16            | 1         | 2             | 0       | 2             | 0        | 9             | 1           | 29            | 2        | 0     | 0     |
| 16                             | DF    | Rob Holding                  | 10            | 0         | 0             | 0       | 1             | 0        | 5             | 0           | 16            | 0        | 4     | 0     |
| 17                             | FW    | Alex Iwobi                   | 34            | 3         | 2             | 1       | 3             | 0        | 10            | 1           | 48            | 5        | 0     | 0     |
| 18                             | DF    | Nacho Monreal                | 22            | 1         | 0             | 0       | 2             | 0        | 11            | 0           | 36            | 1        | 1     | 0     |
| 19                             | K     | Bernd Leno                   | 32            | 0         | 0             | 0       | 1             | 0        | 3             | 0           | 36            | 0        | 0     | 0     |
| 20                             | DF    | Shkodran Mustafi             | 31            | 2         | 1             | 0       | 2             | 0        | 6             | 1           | 40            | 3        | 6     | 0     |
| 22                             | MF    | Denis Suárez                 | 4             | 0         | 0             | 0       | 0             | 0        | 2             | 0           | 6             | 0        | 0     | 0     |
| 23                             | FW    | Danny Welbeck                | 8             | 1         | 0             | 0       | 2             | 2        | 4             | 2           | 14            | 5        | 1     | 0     |
| 25                             | DF    | Carl Jenkinson               | 3             | 0         | 1             | 0       | 1             | 0        | 3             | 0           | 8             | 0        | 1     | 0     |
| 26                             | K     | Damián Martínez              | 0             | 0         | 0             | 0       | 0             | 0        | 1             | 0           | 1             | 0        | 0     | 0     |
| 27                             | DF    | Konstantinos Mavropanos      | 4             | 0         | 0             | 0       | 0             | 0        | 0             | 0           | 4             | 0        | 0     | 0     |
| 29                             | MF    | Mattéo Guendouzi             | 33            | 0         | 1             | 0       | 3             | 0        | 10            | 1           | 47            | 1        | 8     | 0     |
| 31                             | DF    | Sead Kolašinac               | 24            | 0         | 2             | 0       | 0             | 0        | 9             | 0           | 35            | 0        | 3     | 0     |
| 34                             | MF    | Granit Xhaka                 | 29            | 4         | 1             | 0       | 1             | 0        | 8             | 0           | 4             | 8        | 0     |       |
| 43                             | MF    | Charlie Gilmour              | 0             | 0         | 0             | 0       | 0             | 0        | 2             | 0           | 2             | 0        | 0     | 0     |
| 47                             | V     | Zech Medley                  | 0             | 0         | 1             | 0       | 0             | 0        | 2             | 0           | 3             | 0        | 0     | 0     |
| 49                             | CS    | Eddie Nketiah                | 5             | 1         | 1             | 0       | 1             | 0        | 2             | 0           | 9             | 1        | 0     | 0     |
| 53                             | V     | Julio Pleguezuelo            | 0             | 0         | 0             | 0       | 1             | 0        | 0             | 0           | 1             | 0        | 0     | 0     |
| 55                             | KP    | Emile Smith Rowe             | 0             | 0         | 0             | 0       | 2             | 1        | 4             | 2           | 6             | 3        | 0     | 0     |
| 59                             | KP    | Joe Willock                  | 2             | 0         | 1             | 2       | 0             | 0        | 2             | 1           | 5             | 3        | 0     | 0     |
| 87                             | CS    | Bukayo Saka                  | 1             | 0         | 1             | 0       | 0             | 0        | 2             | 0           | 4             | 0        | 0     | 0     |
| Már nem tagja az idei keretnek |       |                              |               |           |               |         |               |          |               |             |               |          |       |       |
| 13                             | K     | David Ospina                 | 0             | 0         | 0             | 0       | 0             | 0        | 0             | 0           | 0             | 0        | 0     | 0     |
| 21                             | V     | Calum Chambers               | 0             | 0         | 0             | 0       | 0             | 0        | 0             | 0           | 0             | 0        | 0     | 0     |
| 26                             | K     | Damián Martínez              | 0             | 0         | 0             | 0       | 0             | 0        | 1             | 0           | 1             | 0        | 0     | 0     |
| 55                             | KP    | Emile Smith Rowe             | 0             | 0         | 0             | 0       | 2             | 1        | 4             | 2           | 6             | 3        | 0     | 0     |
| N/A                            | CS    | Aszano Takuma                | 0             | 0         | 0             | 0       | 2             | 1        | 4             | 2           | 6             | 3        | 0     | 0     |

### Góllövőlista
2019. május 9-én lett frissítve.
| #        | Poszt    | Név                          | Premier League | FA-kupa | EFL Kupa | Európa-liga | Összesen |
| -------- | -------- | ---------------------------- | -------------- | ------- | -------- | ----------- | -------- |
| 1        | CS       | Pierre-Emerick Aubameyang    | 20             | 1       | 0        | 8           | 29       |
| 2        | CS       | Alexandre Lacazette          | 13             | 0       | 1        | 5           | 19       |
| 3        | KP       | Henrih Mhitarján             | 6              | 0       | 0        | 0           | 6        |
| 3        | KP       | Mesut Özil                   | 5              | 0       | 0        | 1           | 6        |
| 3        | KP       | Aaron Ramsey                 | 4              | 0       | 0        | 2           | 6        |
| 6        | CS       | Alex Iwobi                   | 3              | 1       | 0        | 1           | 5        |
| 6        | CS       | Danny Welbeck                | 1              | 0       | 2        | 2           | 5        |
| 8        | KP       | Granit Xhaka                 | 4              | 0       | 0        | 0           | 4        |
| 9        | V        | Laurent Koscielny            | 3              | 0       | 0        | 0           | 3        |
| 9        | V        | Shkodran Mustafi             | 2              | 0       | 0        | 1           | 3        |
| 9        | V        | Szokrátisz Papasztathópulosz | 1              | 0       | 0        | 2           | 3        |
| 9        | KP       | Emile Smith Rowe             | 0              | 0       | 1        | 2           | 3        |
| 9        | KP       | Joe Willock                  | 0              | 2       | 0        | 1           | 3        |
| 14       | KP       | Ainsley Maitland-Niles       | 1              | 0       | 0        | 1           | 2        |
| 14       | KP       | Lucas Torreira               | 2              | 0       | 0        | 0           | 2        |
| 16       | KP       | Mattéo Guendouzi             | 0              | 0       | 0        | 1           | 1        |
| 16       | V        | Stephan Lichtsteiner         | 0              | 0       | 1        | 0           | 1        |
| 16       | V        | Nacho Monreal                | 1              | 0       | 0        | 0           | 1        |
| Öngólok  | Öngólok  | Öngólok                      | 4              | 0       | 0        | 2           | 6        |
| Összesen | Összesen | Összesen                     | 69             | 4       | 5        | 29          | 108      |

### Lapok
2019. május 12-én lett frissítve.
| #        | Poszt       | Név                          | Premier League | Premier League | FA-kupa   | FA-kupa   | Angol Ligakupa | Angol Ligakupa | Európa-liga | Európa-liga | Összesen  | Összesen  |
| #        | Poszt       | Név                          | Sárga lap      | kiállítva      | Sárga lap | kiállítva | Sárga lap      | kiállítva      | Sárga lap   | kiállítva   | Sárga lap | kiállítva |
| -------- | ----------- | ---------------------------- | -------------- | -------------- | --------- | --------- | -------------- | -------------- | ----------- | ----------- | --------- | --------- |
| 1        | hátvéd      | Szokrátisz Papasztathópulosz | 12             | 0              | 0         | 0         | 0              | 0              | 0           | 1           | 12        | 1         |
| 2        | középpályás | Mattéo Guendouzi             | 8              | 0              | 1         | 0         | 1              | 1              | 1           | 0           | 11        | 1         |
| 3        | középpályás | Lucas Torreira               | 7              | 1              | 0         | 0         | 0              | 0              | 0           | 0           | 7         | 1         |
| 4        | csatár      | Alexandre Lacazette          | 2              | 0              | 0         | 0         | 0              | 0              | 2           | 1           | 3         | 1         |
| 5        | középpályás | Ainsley Maitland-Niles       | 1              | 1              | 0         | 0         | 0              | 0              | 0           | 0           | 1         | 1         |
| 6        | középpályás | Granit Xhaka                 | 10             | 0              | 0         | 0         | 1              | 0              | 2           | 0           | 13        | 0         |
| 7        | hátvéd      | Shkodran Mustafi             | 9              | 0              | 0         | 0         | 0              | 0              | 0           | 0           | 9         | 0         |
| 8        | hátvéd      | Sead Kolašinac               | 5              | 0              | 2         | 0         | 0              | 0              | 1           | 0           | 8         | 0         |
| 9        | hátvéd      | Stephan Lichtsteiner         | 3              | 0              | 0         | 0         | 1              | 0              | 1           | 0           | 5         | 0         |
| 9        | hátvéd      | Nacho Monreal                | 5              | 0              | 0         | 0         | 0              | 0              | 0           | 0           | 5         | 0         |
| 11       | hátvéd      | Rob Holding                  | 1              | 0              | 0         | 0         | 0              | 0              | 3           | 0           | 4         | 0         |
| 12       | hátvéd      | Héctor Bellerín              | 3              | 0              | 0         | 0         | 0              | 0              | 0           | 0           | 3         | 0         |
| 12       | középpályás | Henrih Mhitarján             | 1              | 0              | 0         | 0         | 0              | 0              | 2           | 0           | 3         | 0         |
| 12       | középpályás | Mesut Özil                   | 2              | 0              | 0         | 0         | 0              | 0              | 1           | 0           | 3         | 0         |
| 15       | hátvéd      | Laurent Koscielny            | 1              | 0              | 1         | 0         | 0              | 0              | 0           | 0           | 2         | 0         |
| 16       | csatár      | Pierre-Emerick Aubameyang    | 0              | 0              | 0         | 0         | 0              | 0              | 1           | 0           | 1         | 0         |
| 16       | kapus       | Petr Čech                    | 0              | 0              | 0         | 0         | 0              | 0              | 1           | 0           | 1         | 0         |
| 16       | hátvéd      | Carl Jenkinson               | 0              | 0              | 0         | 0         | 1              | 0              | 0           | 0           | 1         | 0         |
| 16       | középpályás | Konstantinos Mavropanos      | 1              | 0              | 0         | 0         | 0              | 0              | 0           | 0           | 1         | 0         |
| 16       | csatár      | Danny Welbeck                | 0              | 0              | 0         | 0         | 1              | 0              | 0           | 0           | 1         | 0         |
| Összesen | Összesen    | Összesen                     | 71             | 2              | 4         | 0         | 5              | 1              | 15          | 2           | 95        | 5         |

### Kapusteljesítmények
Az alábbi táblázatban a csapat kapusainak teljesítményét tüntettük fel.
A felkészülési mérkőzéseket nem vettük figyelembe.
2019. május 12-én lett frissítve.
| Helyezés | Kapus           | Bajnokság       | Bajnokság         | FA-Kupa         | FA-Kupa           | Angol Ligakupa  | Angol Ligakupa    | Európa-liga     | Európa-liga       | Összesen        | Összesen          |
| Helyezés | Kapus           | Összes mérkőzés | Ebből gól nélküli | Összes mérkőzés | Ebből gól nélküli | Összes mérkőzés | Ebből gól nélküli | Összes mérkőzés | Ebből gól nélküli | Összes mérkőzés | Ebből gól nélküli |
| -------- | --------------- | --------------- | ----------------- | --------------- | ----------------- | --------------- | ----------------- | --------------- | ----------------- | --------------- | ----------------- |
| 1        | Bernd Leno      | 32              | 6                 | 0               | 0                 | 1               | 0                 | 3               | 2                 | 36              | 8                 |
| 2        | Petr Čech       | 7               | 1                 | 2               | 1                 | 2               | 0                 | 10              | 6                 | 18              | 8                 |
| 3        | Damián Martínez | 0               | 0                 | 0               | 0                 | 0               | 0                 | 1               | 1                 | 1               | 1                 |
| Összesen | Összesen        | 38              | 7                 | 2               | 1                 | 3               | 0                 | 14              | 9                 | 55              | 17                |

## Díjak

### az ArsenalHónap játékosa-díj
A következő táblázatban az arsenal.com-on szurkoló szavazatai alapján a hónap játékosa díjat mely játékos kapja.
| Hónap      | Játékos                   | Szavazás százalékban |
| ---------- | ------------------------- | -------------------- |
| Augusztus  | Mattéo Guendouzi          | 68%                  |
| Szeptember | Alexandre Lacazette       | 59%                  |
| Október    | Pierre-Emerick Aubameyang | 55%                  |
| November   | Lucas Torreira            | 70%                  |
| December   | Pierre-Emerick Aubameyang | 41%                  |
| Január     | Alexandre Lacazette       | 65%                  |
| Február    | Henrih Mhitarján          | 40%                  |
| Március    | Bernd Leno                | 70%                  |

### ArsenalHónap góljadíj
A szurkolói szavazatok alapján az aktuális hónap legszebb góljának megszavazott hónap gólja díj, az Arsenal.com-on
| Hónap      | Játékos             | Verseny        | Ellenfél        | Szavazás százalékban |
| ---------- | ------------------- | -------------- | --------------- | -------------------- |
| Augusztus  | Henrih Mhitarján    | Premier League | Chelsea         | 61%                  |
| Szeptember | Alexandre Lacazette | Premier League | Everton         | 57%                  |
| Október    | Aaron Ramsey        | Premier League | Fulham          | 38%                  |
| November   | Alexandre Lacazette | Premier League | Liverpool       | 71%                  |
| December   | Henrih Mhitarján    | Premier League | Southampton     | 40%                  |
| Január     | Alexandre Lacazette | Premier League | Chelsea         | 56%                  |
| Február    | Mesut Özil          | Premier League | AFC Bournemouth | 40%                  |
| Március    | Aaron Ramsey        | Premier League | Tottenham       | 46%                  |